# Liste der Weltpokal-Spiele
Die Liste enthält die Spiele um den von 1960 bis 2004 jährlich ausgetragenen Europa-Südamerika-Pokal – hinlänglich auch als Weltpokal bekannt – zwischen dem Europapokalsieger der Landesmeister (ab 1992/93 UEFA-Champions-League-Sieger) und dem Sieger der Copa Libertadores (bis 1964 Copa Campeones de América) mit allen statistischen Details.

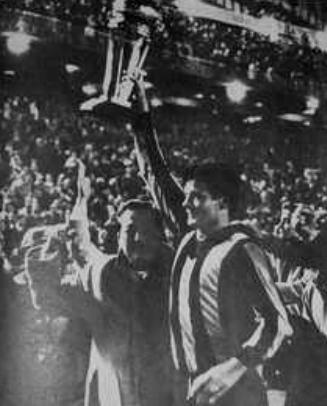
Ein Spieler von Peñarol mit der Trophäe 1966

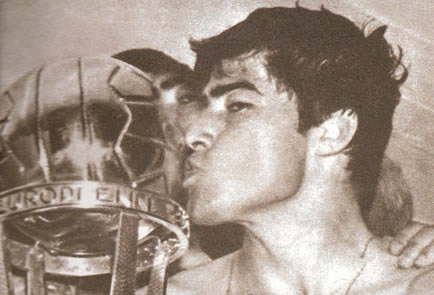
Juan Cárdenas (Racing Club) mit dem „Weltpokal“ 1967

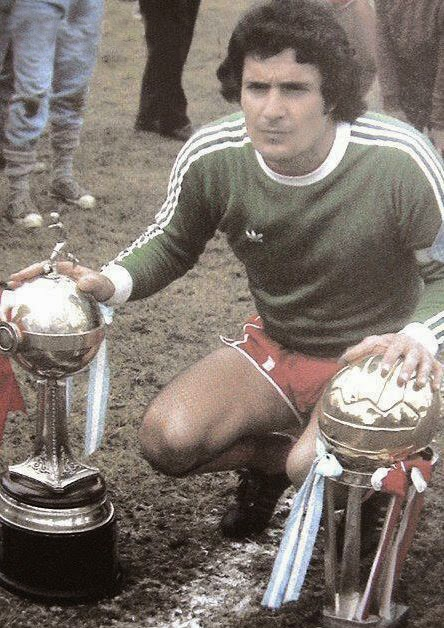
Miguel Santoro mit 8 Einsätzen Rekordspieler des Wettbewerbs

## 1960
Die erste Ausspielung des Wettbewerbs fand im Juli und September 1960 zwischen dem Sieger des Europapokals der Landesmeister 1959/60 Real Madrid und dem Sieger der Copa Campeones de América 1960 Peñarol Montevideo statt.

### Hinspiel
| Peñarol Montevideo                                 | Peñarol Montevideo | Real Madrid | Real Madrid |
| -------------------------------------------------- | --- | --- | ----------- |
| Peñarol Montevideo                                 | \| 3. Juli 1960 in Montevideo (Estadio Centenario) \| \| Ergebnis: 0:0 \| \| Zuschauer: 60.000 \| \| Schiedsrichter: José Luis Praddaude ( Argentinien) \|                                            | \| 3. Juli 1960 in Montevideo (Estadio Centenario) \| \| Ergebnis: 0:0 \| \| Zuschauer: 60.000 \| \| Schiedsrichter: José Luis Praddaude ( Argentinien) \|                                        | Real Madrid |
| Peñarol Montevideo                                 | Luis Maidana – William Martínez, Wálter Aguerre, Santiago Pino – Salvador, Néstor Gonçalves – Luis Cubilla, Carlos Linazza, Juan Hohberg, Alberto Spencer, Carlos Borges Cheftrainer: Roberto Scarone | Rogelio Domínguez – Marquitos, José Santamaría, Pachin – José María Zárraga , José María Vidal – Canário, Luis del Sol, Alfredo Di Stéfano, Ferenc Puskás, Manuel Bueno Cheftrainer: Miguel Muñoz | Real Madrid |
| 3. Juli 1960 in Montevideo (Estadio Centenario)    | | |             |
| Ergebnis: 0:0                                      | | |             |
| Zuschauer: 60.000                                  | | |             |
| Schiedsrichter: José Luis Praddaude ( Argentinien) | | |             |

### Rückspiel
| Real Madrid                                             | Real Madrid | Peñarol Montevideo | Peñarol Montevideo |
| ------------------------------------------------------- | --- | --- | ------------------ |
| Real Madrid                                             | \| 4. September 1960 in Madrid (Estadio Santiago Bernabéu) \| \| Ergebnis: 5:1 (4:0) \| \| Zuschauer: 125.000 \| \| Schiedsrichter: Ken Aston ( England) \|                                                | \| 4. September 1960 in Madrid (Estadio Santiago Bernabéu) \| \| Ergebnis: 5:1 (4:0) \| \| Zuschauer: 125.000 \| \| Schiedsrichter: Ken Aston ( England) \|                                             | Peñarol Montevideo |
| Real Madrid                                             | Rogelio Domínguez – Marquitos, José Santamaría, Pachin – José María Zárraga , José María Vidal – Jesús Herrera, Luis del Sol, Alfredo Di Stéfano, Ferenc Puskás, Francisco Gento Cheftrainer: Miguel Muñoz | Luis Maidana – William Martínez, Francisco Majewski, Santiago Pino – Salvador, Wálter Aguerre – Luis Cubilla, Carlos Linazza, Juan Hohberg, Alberto Spencer, Carlos Borges Cheftrainer: Roberto Scarone | Peñarol Montevideo |
| Real Madrid                                             | 1:0 Ferenc Puskás (3.) 2:0 Alfredo Di Stéfano (4.) 3:0 Ferenc Puskás (9.) 4:0 Herrera (45.) 5:0 Francisco Gento (54.)                                                                                      | 5:1 Alberto Spencer (80.) | Peñarol Montevideo |
| 4. September 1960 in Madrid (Estadio Santiago Bernabéu) | | |                    |
| Ergebnis: 5:1 (4:0)                                     | | |                    |
| Zuschauer: 125.000                                      | | |                    |
| Schiedsrichter: Ken Aston ( England)                    | | |                    |

## 1961
Die zweite Ausspielung des Wettbewerbs fand im September 1961 zwischen dem Sieger des Europapokals der Landesmeister 1960/61 Benfica Lissabon und erneut Peñarol Montevideo, das seinen Titel in der Copa Campeones de América 1961 in Südamerika verteidigen konnte, statt.

### Hinspiel
| Benfica Lissabon                               | Benfica Lissabon | Peñarol Montevideo | Peñarol Montevideo |
| ---------------------------------------------- | --- | --- | ------------------ |
| Benfica Lissabon                               | \| 4. September 1961 in Lissabon (Estádio da Luz) \| \| Ergebnis: 1:0 (0:0) \| \| Zuschauer: 55.000 \| \| Schiedsrichter: Othmar Huber ( Schweiz) \|                                                               | \| 4. September 1961 in Lissabon (Estádio da Luz) \| \| Ergebnis: 1:0 (0:0) \| \| Zuschauer: 55.000 \| \| Schiedsrichter: Othmar Huber ( Schweiz) \|                                                            | Peñarol Montevideo |
| Benfica Lissabon                               | Alberto da Costa Pereira – Ângelo Martins, António Saraiva, Mário João – José Neto, Fernando Cruz – José Augusto, Joaquim Santana, José Águas , Mário Coluna, Domiciano Cavém Cheftrainer: Béla Guttmann ( Ungarn) | Luis Maidana – William Martínez, Núber Cano, Néstor Gonçalves – Edgardo González, Wálter Aguerre – Luis Cubilla, Ángel Rubén Cabrera, Alberto Spencer, José Sasía, Ernesto Ledesma Cheftrainer: Roberto Scarone | Peñarol Montevideo |
| Benfica Lissabon                               | 1:0 Mário Coluna (60.) | | Peñarol Montevideo |
| 4. September 1961 in Lissabon (Estádio da Luz) | | |                    |
| Ergebnis: 1:0 (0:0)                            | | |                    |
| Zuschauer: 55.000                              | | |                    |
| Schiedsrichter: Othmar Huber ( Schweiz)        | | |                    |

### Rückspiel
| Peñarol Montevideo                                    | Peñarol Montevideo | Benfica Lissabon | Benfica Lissabon |
| ----------------------------------------------------- | --- | --- | ---------------- |
| Peñarol Montevideo                                    | \| 17. September 1961 in Montevideo (Estadio Centenario) \| \| Ergebnis: 5:0 (4:0) \| \| Zuschauer: 56.358 \| \| Schiedsrichter: Carlos Nay Foino ( Argentinien) \|                                          | \| 17. September 1961 in Montevideo (Estadio Centenario) \| \| Ergebnis: 5:0 (4:0) \| \| Zuschauer: 56.358 \| \| Schiedsrichter: Carlos Nay Foino ( Argentinien) \|                                                   | Benfica Lissabon |
| Peñarol Montevideo                                    | Luis Maidana – William Martínez, Núber Cano, Néstor Gonçalves – Edgardo González, Wálter Aguerre – Luis Cubilla, Juan Víctor Joya, Alberto Spencer, José Sasía, Ernesto Ledesma Cheftrainer: Roberto Scarone | Alberto da Costa Pereira – Ângelo Martins, António Saraiva, Mário João – José Neto, Fernando Cruz – José Augusto, Joaquim Santana, António Mendes, Mário Coluna, Domiciano Cavém Cheftrainer: Béla Guttmann ( Ungarn) | Benfica Lissabon |
| Peñarol Montevideo                                    | 1:0 José Francisco Sasía (10., Elfm.) 2:0 Juan Víctor Joya (18.) 3:0 Juan Víctor Joya (28.) 4:0 Alberto Spencer (42.) 5:0 Alberto Spencer (60.)                                                              | | Benfica Lissabon |
| 17. September 1961 in Montevideo (Estadio Centenario) | | |                  |
| Ergebnis: 5:0 (4:0)                                   | | |                  |
| Zuschauer: 56.358                                     | | |                  |
| Schiedsrichter: Carlos Nay Foino ( Argentinien)       | | |                  |

### Entscheidungsspiel
Da das Torverhältnis zur Ermittlung des Gesamtsiegers noch keine Rolle spielte, war ein Entscheidungsspiel erforderlich.
| Peñarol Montevideo                                    | Peñarol Montevideo | Benfica Lissabon | Benfica Lissabon |
| ----------------------------------------------------- | --- | --- | ---------------- |
| Peñarol Montevideo                                    | \| 19. September 1961 in Montevideo (Estadio Centenario) \| \| Ergebnis: 2:1 (2:1) \| \| Zuschauer: 62.300 \| \| Schiedsrichter: José Luis Praddaude ( Argentinien) \|                                       | \| 19. September 1961 in Montevideo (Estadio Centenario) \| \| Ergebnis: 2:1 (2:1) \| \| Zuschauer: 62.300 \| \| Schiedsrichter: José Luis Praddaude ( Argentinien) \|                                            | Benfica Lissabon |
| Peñarol Montevideo                                    | Luis Maidana – William Martínez, Núber Cano, Néstor Gonçalves – Edgardo González, Wálter Aguerre – Luis Cubilla, Juan Víctor Joya, Alberto Spencer, José Sasía, Ernesto Ledesma Cheftrainer: Roberto Scarone | Alberto da Costa Pereira – Ângelo Martins, Fernando Cruz, José Neto – Humberto Fernandes, Domiciano Cavém – José Augusto, José Águas , Eusébio, António Simões, Mário Coluna Cheftrainer: Béla Guttmann ( Ungarn) | Benfica Lissabon |
| Peñarol Montevideo                                    | 1:0 José Francisco Sasía (6.) 2:1 José Francisco Sasía (41., Elfm.) | 1:1 Eusébio (35.) | Benfica Lissabon |
| 19. September 1961 in Montevideo (Estadio Centenario) | | |                  |
| Ergebnis: 2:1 (2:1)                                   | | |                  |
| Zuschauer: 62.300                                     | | |                  |
| Schiedsrichter: José Luis Praddaude ( Argentinien)    | | |                  |

## 1962
Die dritte Ausspielung des Wettbewerbs fand im September und Oktober 1962 zwischen dem Sieger des Europapokals der Landesmeister 1961/62 Benfica Lissabon, das seinen Titel im Europapokal verteidigen konnte und dem Sieger der Copa Campeones de América 1962 dem FC Santos statt. Erstmals kam es zum Aufeinandertreffen der beiden späteren Weltstars Eusébio auf Seiten von Benfica und Pelé auf Seiten des FC Santos.

### Hinspiel
| FC Santos                                       | FC Santos | Benfica Lissabon | Benfica Lissabon |
| ----------------------------------------------- | --- | --- | ---------------- |
| FC Santos                                       | \| 19. September 1962 in Rio de Janeiro (Maracanã) \| \| Ergebnis: 3:2 (1:0) \| \| Zuschauer: 90.000 \| \| Schiedsrichter: Rubén Cabrera ( Paraguay) \| | \| 19. September 1962 in Rio de Janeiro (Maracanã) \| \| Ergebnis: 3:2 (1:0) \| \| Zuschauer: 90.000 \| \| Schiedsrichter: Rubén Cabrera ( Paraguay) \|                                         | Benfica Lissabon |
| FC Santos                                       | Gilmar – Mauro Ramos, Lima – Calvet, Zito, Dalmo Gaspar – Dorval, Mengálvio, Coutinho, Pelé, Pepe Cheftrainer: Lula                                     | José Rita – Ângelo Martins, Humberto, Raúl Machado – Domiciano Cavém, Fernando Cruz – José Augusto, Joaquim Santana, Eusébio, Mário Coluna, António Simões Cheftrainer: Fernando Riera ( Chile) | Benfica Lissabon |
| FC Santos                                       | 1:0 Pelé (31.) 2:1 Coutinho (64.) 3:1 Pelé (86.) | 1:1 Joaquim Santana (58.) 3:2 Joaquim Santana (87.) | Benfica Lissabon |
| 19. September 1962 in Rio de Janeiro (Maracanã) | | |                  |
| Ergebnis: 3:2 (1:0)                             | | |                  |
| Zuschauer: 90.000                               | | |                  |
| Schiedsrichter: Rubén Cabrera ( Paraguay)       | | |                  |

### Rückspiel
| Benfica Lissabon                              | Benfica Lissabon | FC Santos | FC Santos |
| --------------------------------------------- | --- | --- | --------- |
| Benfica Lissabon                              | \| 11. Oktober 1962 in Lissabon (Estádio da Luz) \| \| Ergebnis: 2:5 (0:2) \| \| Zuschauer: 70.000 \| \| Schiedsrichter: Pierre Schwinté ( Frankreich) \|                                               | \| 11. Oktober 1962 in Lissabon (Estádio da Luz) \| \| Ergebnis: 2:5 (0:2) \| \| Zuschauer: 70.000 \| \| Schiedsrichter: Pierre Schwinté ( Frankreich) \| | FC Santos |
| Benfica Lissabon                              | Alberto da Costa Pereira – Jacinto, Raúl Machado, Humberto, Fernando Cruz – Domiciano Cavém, José Augusto – Joaquim Santana, Eusébio, Mário Coluna, António Simões Cheftrainer: Fernando Riera ( Chile) | Gilmar – Mauro Ramos, Olavo, Calvet – Lima, Zito, Dalmo Gaspar – Dorval, Coutinho, Pelé, Pepe Cheftrainer: Lula                                           | FC Santos |
| Benfica Lissabon                              | 1:5 Eusébio (87.) 2:5 Joaquim Santana (89.) | 0:1 Pelé (17.) 0:2 Pelé (28.) 0:3 Coutinho (49.) 0:4 Pelé (64.) 0:5 Pepe (77.)                                                                            | FC Santos |
| 11. Oktober 1962 in Lissabon (Estádio da Luz) | | |           |
| Ergebnis: 2:5 (0:2)                           | | |           |
| Zuschauer: 70.000                             | | |           |
| Schiedsrichter: Pierre Schwinté ( Frankreich) | | |           |

## 1963
Die vierte Ausspielung des Wettbewerbs fand im Oktober und November 1963 zwischen dem Sieger des Europapokals der Landesmeister 1962/63 AC Mailand und dem Sieger der Copa Campeones de América 1963 dem FC Santos statt, der seinen Titel von 1962 in Südamerika verteidigen konnte.

### Hinspiel
| AC Mailand                                        | AC Mailand | FC Santos | FC Santos |
| ------------------------------------------------- | --- | --- | --------- |
| AC Mailand                                        | \| 16. Oktober 1963 in Mailand (San Siro Stadion) \| \| Ergebnis: 4:2 (2:0) \| \| Zuschauer: 80.000 \| \| Schiedsrichter: Alfred Haberfellner ( Österreich) \|                                                         | \| 16. Oktober 1963 in Mailand (San Siro Stadion) \| \| Ergebnis: 4:2 (2:0) \| \| Zuschauer: 80.000 \| \| Schiedsrichter: Alfred Haberfellner ( Österreich) \| | FC Santos |
| AC Mailand                                        | Giorgio Ghezzi – Mario David, Mario Trebbi, Cesare Maldini – Ambrogio Pelagalli, Giovanni Trapattoni – Giovanni Lodetti, Gianni Rivera, Bruno Mora, José Altafini, Amarildo Cheftrainer: Luis Carniglia ( Argentinien) | Gilmar – Lima, Haroldo, Calvet, Geraldino – Zito, Mengálvio – Dorval, Coutinho, Pelé , Pepe Cheftrainer: Lula                                                  | FC Santos |
| AC Mailand                                        | 1:0 Giovanni Trapattoni (3.) 2:0 Amarildo (15.) 3:1 Amarildo (67.) 4:1 Bruno Mora (82.) | 2:1 Pelé (55.) 4:2 Pelé (84., Elfm.) | FC Santos |
| 16. Oktober 1963 in Mailand (San Siro Stadion)    | | |           |
| Ergebnis: 4:2 (2:0)                               | | |           |
| Zuschauer: 80.000                                 | | |           |
| Schiedsrichter: Alfred Haberfellner ( Österreich) | | |           |

### Rückspiel
| FC Santos                                        | FC Santos | AC Mailand | AC Mailand |
| ------------------------------------------------ | --- | --- | ---------- |
| FC Santos                                        | \| 14. November 1963 in Rio de Janeiro (Maracanã) \| \| Ergebnis: 4:2 (0:2) \| \| Zuschauer: 150.000 \| \| Schiedsrichter: Juan Regis Brozzi ( Argentinien) \| | \| 14. November 1963 in Rio de Janeiro (Maracanã) \| \| Ergebnis: 4:2 (0:2) \| \| Zuschauer: 150.000 \| \| Schiedsrichter: Juan Regis Brozzi ( Argentinien) \|                                                         | AC Mailand |
| FC Santos                                        | Gilmar – Ismael, Mauro, Haroldo, Dalmo – Lima, Mengálvio – Dorval, Coutinho, Almir, Pepe Cheftrainer: Lula                                                     | Giorgio Ghezzi – Mario David, Mario Trebbi, Cesare Maldini – Ambrogio Pelagalli, Giovanni Trapattoni – Giovanni Lodetti, Gianni Rivera, Bruno Mora, José Altafini, Amarildo Cheftrainer: Luis Carniglia ( Argentinien) | AC Mailand |
| FC Santos                                        | 1:2 Pepe (50.) 2:2 Mengálvio (54.) 3:2 Lima (65.) 4:2 Pepe (68.)                                                                                               | 0:1 José Altafini (12.) 0:2 Bruno Mora (17.) | AC Mailand |
| 14. November 1963 in Rio de Janeiro (Maracanã)   | | |            |
| Ergebnis: 4:2 (0:2)                              | | |            |
| Zuschauer: 150.000                               | | |            |
| Schiedsrichter: Juan Regis Brozzi ( Argentinien) | | |            |

### Entscheidungsspiel
Das Entscheidungsspiel fand zwei Tage nach dem Rückspiel statt.
| FC Santos                                        | FC Santos | AC Mailand | AC Mailand |
| ------------------------------------------------ | --- | --- | ---------- |
| FC Santos                                        | \| 16. November 1963 in Rio de Janeiro (Maracanã) \| \| Ergebnis: 1:0 (1:0) \| \| Zuschauer: 121.000 \| \| Schiedsrichter: Juan Regis Brozzi ( Argentinien) \| | \| 16. November 1963 in Rio de Janeiro (Maracanã) \| \| Ergebnis: 1:0 (1:0) \| \| Zuschauer: 121.000 \| \| Schiedsrichter: Juan Regis Brozzi ( Argentinien) \|                                                                                       | AC Mailand |
| FC Santos                                        | Gilmar – Ismael, Mauro, Haroldo, Dalmo – Lima, Mengálvio – Dorval, Coutinho, Almir, Pepe Cheftrainer: Lula                                                     | Luigi Balzarini (40. Dario Barluzzi) – Ambrogio Pelagalli, Mario Trebbi, Cesare Maldini – Víctor Benítez, Giovanni Trapattoni – Bruno Mora, Giovanni Lodetti, José Altafini, Amarildo, Giuliano Fortunato Cheftrainer: Luis Carniglia ( Argentinien) | AC Mailand |
| FC Santos                                        | 1:0 Dalmo (31., Elfm.) | | AC Mailand |
| FC Santos                                        | Platzverweis: Ismael | Platzverweis: Cesare Maldini | AC Mailand |
| 16. November 1963 in Rio de Janeiro (Maracanã)   | | |            |
| Ergebnis: 1:0 (1:0)                              | | |            |
| Zuschauer: 121.000                               | | |            |
| Schiedsrichter: Juan Regis Brozzi ( Argentinien) | | |            |

## 1964
Die fünfte Ausspielung des Wettbewerbs fand im September 1964 zwischen dem Sieger des Europapokals der Landesmeister 1963/64 Inter Mailand und dem Sieger der Copa Campeones de América 1964 CA Independiente Avellaneda statt.

### Hinspiel
| CA Independiente                                                  | CA Independiente | Inter Mailand | Inter Mailand |
| ----------------------------------------------------------------- | --- | --- | ------------- |
| CA Independiente                                                  | \| 9. September 1964 in Avellaneda (Estadio Libertadores de América) \| \| Ergebnis: 1:0 (0:0) \| \| Zuschauer: 70.000 \| \| Schiedsrichter: Armando Marques ( Brasilien) \|                                      | \| 9. September 1964 in Avellaneda (Estadio Libertadores de América) \| \| Ergebnis: 1:0 (0:0) \| \| Zuschauer: 70.000 \| \| Schiedsrichter: Armando Marques ( Brasilien) \|                                                   | Inter Mailand |
| CA Independiente                                                  | Miguel Santoro – Juan Carlos Guzmán, Tomás Rolán – Roberto Ferreiro, David Acevedo, Jorge Maldonado – Raúl Bernao, Osvaldo Mura, Pedro Prospitti, Mario Rodríguez, Raúl Armando Savoy Cheftrainer: Manuel Giudice | Giuliano Sarti – Tarcisio Burgnich, Aristide Guarneri, Giacinto Facchetti – Carlo Tagnin, Armando Picchi – Jair da Costa, Sandro Mazzola, Aurelio Milani, Luis Suárez, Mario Corso Cheftrainer: Helenio Herrera ( Argentinien) | Inter Mailand |
| CA Independiente                                                  | 1:0 Mario Rodríguez (59.) | | Inter Mailand |
| 9. September 1964 in Avellaneda (Estadio Libertadores de América) | | |               |
| Ergebnis: 1:0 (0:0)                                               | | |               |
| Zuschauer: 70.000                                                 | | |               |
| Schiedsrichter: Armando Marques ( Brasilien)                      | | |               |

### Rückspiel
| Inter Mailand                                    | Inter Mailand | CA Independiente | CA Independiente |
| ------------------------------------------------ | --- | --- | ---------------- |
| Inter Mailand                                    | \| 23. September 1964 in Mailand (San Siro Stadion) \| \| Ergebnis: 2:0 (2:0) \| \| Zuschauer: 70.000 \| \| Schiedsrichter: Gyula Gere ( Ungarn) \|                                                                             | \| 23. September 1964 in Mailand (San Siro Stadion) \| \| Ergebnis: 2:0 (2:0) \| \| Zuschauer: 70.000 \| \| Schiedsrichter: Gyula Gere ( Ungarn) \|                                                         | CA Independiente |
| Inter Mailand                                    | Giuliano Sarti – Tarcisio Burgnich, Aristide Guarneri, Giacinto Facchetti – Saul Malatrasi, Armando Picchi – Jair da Costa Sandro Mazzola, Aurelio Milani, Luis Suárez, Mario Corso Cheftrainer: Helenio Herrera ( Argentinien) | Miguel Santoro – Roberto Ferreiro, Raúl Decaría – David Acevedo, José Paflik, Jorge Maldonado – Luis Suárez, Osvaldo Mura, Pedro Prospitti, Mario Rodríguez, Raúl Armando Savoy Cheftrainer: Manuel Giudice | CA Independiente |
| Inter Mailand                                    | 1:0 Sandro Mazzola (8.) 2:0 Mario Corso (34.) | | CA Independiente |
| 23. September 1964 in Mailand (San Siro Stadion) | | |                  |
| Ergebnis: 2:0 (2:0)                              | | |                  |
| Zuschauer: 70.000                                | | |                  |
| Schiedsrichter: Gyula Gere ( Ungarn)             | | |                  |

### Entscheidungsspiel
Da das Torverhältnis keine Rolle spielte, war ein Entscheidungsspiel erforderlich, dass nur drei Tage später in Madrid stattfand.
| Inter Mailand                                            | Inter Mailand | CA Independiente | CA Independiente |
| -------------------------------------------------------- | --- | --- | ---------------- |
| Inter Mailand                                            | \| 26. September 1964 in Madrid (Estadio Santiago Bernabéu) \| \| Ergebnis: 1:0 n. V. \| \| Zuschauer: 45.000 \| \| Schiedsrichter: José María Ortiz de Mendíbil ( Spanien) \|                                                 | \| 26. September 1964 in Madrid (Estadio Santiago Bernabéu) \| \| Ergebnis: 1:0 n. V. \| \| Zuschauer: 45.000 \| \| Schiedsrichter: José María Ortiz de Mendíbil ( Spanien) \|                                      | CA Independiente |
| Inter Mailand                                            | Giuliano Sarti – Saul Malatrasi, Aristide Guarneri, Giacinto Facchetti – Carlo Tagnin, Armando Picchi – Angelo Domenghini, Joaquín Peiró, Aurelio Milani, Luis Suárez, Mario Corso Cheftrainer: Helenio Herrera ( Argentinien) | Miguel Santoro – Juan Carlos Guzmán, Raúl Decaría – José Andrés Paflik, David Acevedo, Jorge Maldonado – Raúl Bernao, Pedro Prospitti, Luis Suárez, Mario Rodríguez, Raúl Armando Savoy Cheftrainer: Manuel Giudice | CA Independiente |
| Inter Mailand                                            | 1:0 Mario Corso (110.) | | CA Independiente |
| 26. September 1964 in Madrid (Estadio Santiago Bernabéu) | | |                  |
| Ergebnis: 1:0 n. V.                                      | | |                  |
| Zuschauer: 45.000                                        | | |                  |
| Schiedsrichter: José María Ortiz de Mendíbil ( Spanien)  | | |                  |

## 1965
Die sechste Ausspielung des Wettbewerbs fand im September 1965 wie im Vorjahr zwischen dem Sieger des Europapokals der Landesmeister 1964/65 Inter Mailand und dem Sieger der Copa Libertadores 1965 CA Independiente Avellaneda statt, da beide Klubs ihren jeweiligen kontinentalen Titel verteidigt hatten.

### Hinspiel
| Inter Mailand                                      | Inter Mailand | CA Independiente | CA Independiente |
| -------------------------------------------------- | --- | --- | ---------------- |
| Inter Mailand                                      | \| 8. September 1965 in Mailand (San Siro Stadion) \| \| Ergebnis: 3:0 (2:0) \| \| Zuschauer: 75.000 \| \| Schiedsrichter: Rudolf Kreitlein ( BR Deutschland) \|                                                                 | \| 8. September 1965 in Mailand (San Siro Stadion) \| \| Ergebnis: 3:0 (2:0) \| \| Zuschauer: 75.000 \| \| Schiedsrichter: Rudolf Kreitlein ( BR Deutschland) \|                                                              | CA Independiente |
| Inter Mailand                                      | Giuliano Sarti – Tarcisio Burgnich, Aristide Guarneri, Giacinto Facchetti – Gianfranco Bedin, Armando Picchi – Jair da Costa Sandro Mazzola, Joaquín Peiró, Luis Suárez, Mario Corso Cheftrainer: Helenio Herrera ( Argentinien) | Miguel Santoro – Ricardo Pavoni, Juan Carlos Guzmán, Rubén Marino Navarro – David Acevedo, Roberto Ferreiro – Raúl Bernao, Vicente de la Mata, Roque Avallay, Mario Rodríguez, Raúl Armando Savoy Cheftrainer: Manuel Giudice | CA Independiente |
| Inter Mailand                                      | 1:0 Joaquín Peiró (3.) 2:0 Sandro Mazzola (22.) 3:0 Sandro Mazzola (59.) | | CA Independiente |
| 8. September 1965 in Mailand (San Siro Stadion)    | | |                  |
| Ergebnis: 3:0 (2:0)                                | | |                  |
| Zuschauer: 75.000                                  | | |                  |
| Schiedsrichter: Rudolf Kreitlein ( BR Deutschland) | | |                  |

### Rückspiel
| CA Independiente                                                   | CA Independiente | Inter Mailand | Inter Mailand |
| ------------------------------------------------------------------ | --- | --- | ------------- |
| CA Independiente                                                   | \| 15. September 1965 in Avellaneda (Estadio Libertadores de América) \| \| Ergebnis: 0:0 \| \| Zuschauer: 90.000 \| \| Schiedsrichter: Arturo Yamasaki ( Peru) \|                                           | \| 15. September 1965 in Avellaneda (Estadio Libertadores de América) \| \| Ergebnis: 0:0 \| \| Zuschauer: 90.000 \| \| Schiedsrichter: Arturo Yamasaki ( Peru) \|                                                                 | Inter Mailand |
| CA Independiente                                                   | Miguel Santoro – Rubén Marino Navarro, Ricardo Pavoni, Roberto Ferreiro – Tomás Barrios, Juan Guzmán – Raúl Bernao, Osvaldo Mura, Roque Avallay, Miguel Mori, Raúl Armando Savoy Cheftrainer: Manuel Giudice | Giuliano Sarti – Tarcisio Burgnich, Aristide Guarneri, Giacinto Facchetti – Gianfranco Bedin, Armando Picchi – Jair da Costa, Sandro Mazzola, Aurelio Milani, Luis Suárez, Mario Corso Cheftrainer: Helenio Herrera ( Argentinien) | Inter Mailand |
| 15. September 1965 in Avellaneda (Estadio Libertadores de América) | | |               |
| Ergebnis: 0:0                                                      | | |               |
| Zuschauer: 90.000                                                  | | |               |
| Schiedsrichter: Arturo Yamasaki ( Peru)                            | | |               |

## 1966
Die siebte Ausspielung des Wettbewerbs fand im Oktober 1966 zwischen dem Sieger des Europapokals der Landesmeister 1965/66 Real Madrid und dem Sieger der Copa Libertadores 1966 Peñarol Montevideo statt.

### Hinspiel
| Peñarol Montevideo                                  | Peñarol Montevideo | Real Madrid | Real Madrid |
| --------------------------------------------------- | --- | --- | ----------- |
| Peñarol Montevideo                                  | \| 12. Oktober 1966 in Montevideo (Estadio Centenario) \| \| Ergebnis: 2:0 (1:0) \| \| Zuschauer: 60.000 \| \| Schiedsrichter: Claudio Vicuña ( Chile) \|                                                                    | \| 12. Oktober 1966 in Montevideo (Estadio Centenario) \| \| Ergebnis: 2:0 (1:0) \| \| Zuschauer: 60.000 \| \| Schiedsrichter: Claudio Vicuña ( Chile) \|                                 | Real Madrid |
| Peñarol Montevideo                                  | Ladislao Mazurkiewicz – Pablo Forlán, Néstor Gonçalves, Edgardo González – Juan Vicente Lezcano, Omar Caetano – Julio Abbadie, Julio César Cortés, Alberto Spencer, Pedro Rocha, Juan Víctor Joya Cheftrainer: Roque Máspoli | Antonio Betancort – Pachín, Félix Ruiz, Manuel Sanchís – Pedro de Felipe, Ignacio Zoco – Francisco Serena, Amancio Amaro, Pirri, Manuel Velázquez, Manuel Bueno Cheftrainer: Miguel Muñoz | Real Madrid |
| Peñarol Montevideo                                  | 1:0 Alberto Spencer (39.) 2:0 Alberto Spencer (79.) | | Real Madrid |
| 12. Oktober 1966 in Montevideo (Estadio Centenario) | | |             |
| Ergebnis: 2:0 (1:0)                                 | | |             |
| Zuschauer: 60.000                                   | | |             |
| Schiedsrichter: Claudio Vicuña ( Chile)             | | |             |

### Rückspiel
| Real Madrid                                            | Real Madrid | Peñarol Montevideo | Peñarol Montevideo |
| ------------------------------------------------------ | --- | --- | ------------------ |
| Real Madrid                                            | \| 26. Oktober 1966 in Madrid (Estadio Santiago Bernabéu) \| \| Ergebnis: 0:2 (0:2) \| \| Zuschauer: 50.000 \| \| Schiedsrichter: Concetto Lo Bello ( Italien) \|                                            | \| 26. Oktober 1966 in Madrid (Estadio Santiago Bernabéu) \| \| Ergebnis: 0:2 (0:2) \| \| Zuschauer: 50.000 \| \| Schiedsrichter: Concetto Lo Bello ( Italien) \|                                                                   | Peñarol Montevideo |
| Real Madrid                                            | Antonio Betancort – Antonio Calpe, Pedro de Felipe, Manuel Sanchís – Pirri, Ignacio Zoco – Francisco Serena, Amancio Amaro Varela, Ramón Grosso, Manuel Velázquez, Francisco Gento Cheftrainer: Miguel Muñoz | Ladislao Mazurkiewicz – Luis Alberto Varela, Néstor Gonçalves, Edgardo González – Juan Vicente Lezcano, Omar Caetano – Julio Abbadie, Julio César Cortés, Alberto Spencer, Pedro Rocha, Juan Víctor Joya Cheftrainer: Roque Máspoli | Peñarol Montevideo |
| Real Madrid                                            | 0:1 Rocha (28., Elfm.) 0:2 Alberto Spencer (37.) | | Peñarol Montevideo |
| 26. Oktober 1966 in Madrid (Estadio Santiago Bernabéu) | | |                    |
| Ergebnis: 0:2 (0:2)                                    | | |                    |
| Zuschauer: 50.000                                      | | |                    |
| Schiedsrichter: Concetto Lo Bello ( Italien)           | | |                    |

## 1967
Die achte Ausspielung des Wettbewerbs fand im Oktober und November 1967 zwischen dem Sieger des Europapokals der Landesmeister 1966/67 Celtic Glasgow und dem Sieger der Copa Libertadores 1967 Racing Club Avellaneda statt.

### Hinspiel
| Celtic Glasgow                              | Celtic Glasgow | Racing Club Avellaneda | Racing Club Avellaneda |
| ------------------------------------------- | --- | --- | ---------------------- |
| Celtic Glasgow                              | \| 18. Oktober 1967 in Glasgow (Hampden Park) \| \| Ergebnis: 1:0 (0:0) \| \| Zuschauer: 103.437 \| \| Schiedsrichter: Juan Gardeazábal ( Spanien) \|                                  | \| 18. Oktober 1967 in Glasgow (Hampden Park) \| \| Ergebnis: 1:0 (0:0) \| \| Zuschauer: 103.437 \| \| Schiedsrichter: Juan Gardeazábal ( Spanien) \|                                               | Racing Club Avellaneda |
| Celtic Glasgow                              | Ronnie Simpson – Jim Craig, Tommy Gemmell, Billy McNeill – Bobby Murdoch, John Clark – Jimmy Johnstone, Bobby Lennox, Willie Wallace, Bertie Auld, John Hughes Cheftrainer: Jock Stein | Agustín Cejas – Roberto Perfumo, Rubén Díaz – Oscar Martín , Miguel Mori, Alfio Basile – Norberto Raffo, Juan Rulli, Juan Cárdenas, Juan Rodríguez, Humberto Maschio Cheftrainer: Juan José Pizzuti | Racing Club Avellaneda |
| Celtic Glasgow                              | 1:0 Billy McNeill (67.) | | Racing Club Avellaneda |
| 18. Oktober 1967 in Glasgow (Hampden Park)  | | |                        |
| Ergebnis: 1:0 (0:0)                         | | |                        |
| Zuschauer: 103.437                          | | |                        |
| Schiedsrichter: Juan Gardeazábal ( Spanien) | | |                        |

### Rückspiel
| Racing Club Avellaneda                                    | Racing Club Avellaneda | Celtic Glasgow | Celtic Glasgow |
| --------------------------------------------------------- | --- | --- | -------------- |
| Racing Club Avellaneda                                    | \| 1. November 1967 in Avellaneda (Estadio Presidente Perón) \| \| Ergebnis: 2:1 (1:1) \| \| Zuschauer: 120.000[8] \| \| Schiedsrichter: Esteban Marino ( Spanien) \|                                         | \| 1. November 1967 in Avellaneda (Estadio Presidente Perón) \| \| Ergebnis: 2:1 (1:1) \| \| Zuschauer: 120.000[8] \| \| Schiedsrichter: Esteban Marino ( Spanien) \|                       | Celtic Glasgow |
| Racing Club Avellaneda                                    | Agustín Cejas – Roberto Perfumo, Nelson Pedro Chabay – Oscar Martín , Juan Rulli, Alfio Basile – Norberto Raffo, João Cardoso, Juan Cárdenas, Juan Rodríguez, Humberto Maschio Cheftrainer: Juan José Pizzuti | John Fallon – John Clark, Jim Craig, Billy McNeill , Tommy Gemmell – Bobby Murdoch, Willie O’Neill – Jimmy Johnstone, Willie Wallace, Stevie Chalmers, Bobby Lennox Cheftrainer: Jock Stein | Celtic Glasgow |
| Racing Club Avellaneda                                    | 1:1 Norberto Raffo (32.) 2:1 Juan Cárdenas (48.) | 0:1 Tommy Gemmell (20., Elfm.) | Celtic Glasgow |
| 1. November 1967 in Avellaneda (Estadio Presidente Perón) | | |                |
| Ergebnis: 2:1 (1:1)                                       | | |                |
| Zuschauer: 120.000                                        | | |                |
| Schiedsrichter: Esteban Marino ( Spanien)                 | | |                |

### Entscheidungsspiel
Da das Torverhältnis wie bisher noch keine Rolle spielte (und auch die Auswärtstorregel noch nicht zur Anwendung kam), fand nur drei Tage später in Montevideo ein Entscheidungsspiel statt. In diesem Spiel, das von großer Härte geprägt war, gab es fünf Platzverweise.
| Racing Club Avellaneda                              | Racing Club Avellaneda | Celtic Glasgow | Celtic Glasgow |
| --------------------------------------------------- | --- | --- | -------------- |
| Racing Club Avellaneda                              | \| 4. November 1967 in Montevideo (Estadio Centenario) \| \| Ergebnis: 1:0 (0:0) \| \| Zuschauer: 70.152 \| \| Schiedsrichter: Rodolfo Pérez Osorio ( Paraguay) \|                                            | \| 4. November 1967 in Montevideo (Estadio Centenario) \| \| Ergebnis: 1:0 (0:0) \| \| Zuschauer: 70.152 \| \| Schiedsrichter: Rodolfo Pérez Osorio ( Paraguay) \|                   | Celtic Glasgow |
| Racing Club Avellaneda                              | Agustín Cejas – Roberto Perfumo, Nelson Pedro Chabay – Oscar Martín , Juan Rulli, Alfio Basile – Norberto Raffo, João Cardoso, Juan Cárdenas, Juan Rodríguez, Humberto Maschio Cheftrainer: Juan José Pizzuti | John Fallon – Billy McNeill , Tommy Gemmell – John Clark, Jim Craig, Bobby Murdoch – Jimmy Johnstone, Bobby Lennox, Willie Wallace, Bertie Auld, John Hughes Cheftrainer: Jock Stein | Celtic Glasgow |
| Racing Club Avellaneda                              | 1:0 Juan Cárdenas (55.) | | Celtic Glasgow |
| Racing Club Avellaneda                              | Platzverweise: Alfio Basile, Juan Rulli | Platzverweise: Bobby Lennox, Jimmy Johnstone, John Hughes | Celtic Glasgow |
| 4. November 1967 in Montevideo (Estadio Centenario) | | |                |
| Ergebnis: 1:0 (0:0)                                 | | |                |
| Zuschauer: 70.152                                   | | |                |
| Schiedsrichter: Rodolfo Pérez Osorio ( Paraguay)    | | |                |

## 1968
Die neunte Ausspielung des Wettbewerbs fand im September und Oktober 1968 zwischen dem Sieger des Europapokals der Landesmeister 1967/68 Manchester United und dem Sieger der Copa Libertadores 1968 Estudiantes de La Plata statt.

### Hinspiel
| Estudiantes de La Plata                           | Estudiantes de La Plata | Manchester United | Manchester United |
| ------------------------------------------------- | --- | --- | ----------------- |
| Estudiantes de La Plata                           | \| 25. September 1968 in Buenos Aires (La Bombonera) \| \| Ergebnis: 1:0 (0:0) \| \| Zuschauer: 50.000 \| \| Schiedsrichter: Hugo Sosa Miranda ( Paraguay) \|                                                         | \| 25. September 1968 in Buenos Aires (La Bombonera) \| \| Ergebnis: 1:0 (0:0) \| \| Zuschauer: 50.000 \| \| Schiedsrichter: Hugo Sosa Miranda ( Paraguay) \|                                   | Manchester United |
| Estudiantes de La Plata                           | Alberto Poletti – Oscar Malbernat, Alberto Suárez, Raúl Madero, José Hugo Medina – Carlos Bilardo, Carlos Pachamé, Néstor Togneri – Felipe Ribaudo, Marcos Conigliaro, Juan Ramón Verón Cheftrainer: Osvaldo Zubeldía | Alex Stepney – Tony Dunne, Bill Foulkes, David Sadler, Francis Burns – Pat Crerand, Bobby Charlton , Nobby Stiles – Willie Morgan, Denis Law, George Best Cheftrainer: Matt Busby ( Schottland) | Manchester United |
| Estudiantes de La Plata                           | 1:0 Marcos Conigliaro (28.) | | Manchester United |
| Estudiantes de La Plata                           | Platzverweis: Nobby Stiles (79.) | | Manchester United |
| 25. September 1968 in Buenos Aires (La Bombonera) | | |                   |
| Ergebnis: 1:0 (0:0)                               | | |                   |
| Zuschauer: 50.000                                 | | |                   |
| Schiedsrichter: Hugo Sosa Miranda ( Paraguay)     | | |                   |

### Rückspiel
| Manchester United                                 | Manchester United | Estudiantes de La Plata | Estudiantes de La Plata |
| ------------------------------------------------- | --- | --- | ----------------------- |
| Manchester United                                 | \| 16. Oktober 1968 in Manchester (Old Trafford) \| \| Ergebnis: 1:1 (0:1) \| \| Zuschauer: 63.500 \| \| Schiedsrichter: Konstantin Zečević ( Jugoslawien) \|                                                   | \| 16. Oktober 1968 in Manchester (Old Trafford) \| \| Ergebnis: 1:1 (0:1) \| \| Zuschauer: 63.500 \| \| Schiedsrichter: Konstantin Zečević ( Jugoslawien) \|                                                                                   | Estudiantes de La Plata |
| Manchester United                                 | Alex Stepney – Tony Dunne, Bill Foulkes, Shay Brennan, Pat Crerand – David Sadler, Willie Morgan, Brian Kidd – Bobby Charlton , Denis Law (43. Carlo Satori), George Best Cheftrainer: Matt Busby ( Schottland) | Alberto Poletti – Oscar Malbernat, Ramón Suárez, José Hugo Medina, Raúl Madero – Carlos Bilardo, Carlos Pachamé, Néstor Togneri – Felipe Ribaudo (71. Juan Miguel Echecopar), Marcos Conigliaro, Juan Ramón Verón Cheftrainer: Osvaldo Zubeldía | Estudiantes de La Plata |
| Manchester United                                 | 1:1 Willie Morgan (89.) | 0:1 Juan Ramón Verón (7.) | Estudiantes de La Plata |
| Manchester United                                 | Platzverweis: George Best (88.) | Platzverweis: José Hugo Medina (88.) | Estudiantes de La Plata |
| 16. Oktober 1968 in Manchester (Old Trafford)     | | |                         |
| Ergebnis: 1:1 (0:1)                               | | |                         |
| Zuschauer: 63.500                                 | | |                         |
| Schiedsrichter: Konstantin Zečević ( Jugoslawien) | | |                         |

## 1969
Die zehnte Ausspielung des Wettbewerbs fand im Oktober 1969 zwischen dem Sieger des Europapokals der Landesmeister 1968/69 AC Mailand und dem Sieger der Copa Libertadores 1969 Estudiantes de La Plata statt.

### Hinspiel
| AC Mailand                                    | AC Mailand | Estudiantes de La Plata | Estudiantes de La Plata |
| --------------------------------------------- | --- | --- | ----------------------- |
| AC Mailand                                    | \| 8. Oktober 1969 in Mailand (San Siro Stadion) \| \| Ergebnis: 3:0 (2:0) \| \| Zuschauer: 80.000 \| \| Schiedsrichter: Roger Machin ( Frankreich) \|                                                                                      | \| 8. Oktober 1969 in Mailand (San Siro Stadion) \| \| Ergebnis: 3:0 (2:0) \| \| Zuschauer: 80.000 \| \| Schiedsrichter: Roger Machin ( Frankreich) \|                                                                                            | Estudiantes de La Plata |
| AC Mailand                                    | Fabio Cudicini – Saul Malatrasi, Angelo Anquilletti, Roberto Rosato, Karl-Heinz Schnellinger – Giovanni Lodetti, Gianni Rivera , Romano Fogli – Angelo Sormani, Nestor Combin (65. Giorgio Rognoni), Pierino Prati Cheftrainer: Nereo Rocco | Alberto Poletti – Alberto Suárez, Raúl Madero, José Hugo Medina, Oscar Malbernat – Carlos Bilardo, Néstor Togneri, Juan Miguel Echecopar (60. Felipe Ribaudo), Eduardo Flores – Marcos Conigliaro, Juan Ramón Verón Cheftrainer: Osvaldo Zubeldía | Estudiantes de La Plata |
| AC Mailand                                    | 1:0 Angelo Benedicto Sormani (8.) 2:0 Nestor Combin (45.) 3:0 Angelo Benedicto Sormani (71.) | | Estudiantes de La Plata |
| 8. Oktober 1969 in Mailand (San Siro Stadion) | | |                         |
| Ergebnis: 3:0 (2:0)                           | | |                         |
| Zuschauer: 80.000                             | | |                         |
| Schiedsrichter: Roger Machin ( Frankreich)    | | |                         |

### Rückspiel
| Estudiantes de La Plata                         | Estudiantes de La Plata | AC Mailand | AC Mailand |
| ----------------------------------------------- | --- | --- | ---------- |
| Estudiantes de La Plata                         | \| 22. Oktober 1969 in Buenos Aires (La Bombonera) \| \| Ergebnis: 2:1 (2:1) \| \| Zuschauer: 45.000 \| \| Schiedsrichter: Domingo Massaro ( Chile) \| | \| 22. Oktober 1969 in Buenos Aires (La Bombonera) \| \| Ergebnis: 2:1 (2:1) \| \| Zuschauer: 45.000 \| \| Schiedsrichter: Domingo Massaro ( Chile) \| | AC Mailand |
| Estudiantes de La Plata                         | Alberto Poletti – Eduardo Luján Manera, Alberto Suárez, Raúl Madero, Oscar Malbernat – Carlos Bilardo (55. Juan Miguel Echecopar), Daniel Romeo, Néstor Togneri – Marcos Conigliaro, Juan Alberto Taverna, Juan Ramón Verón Cheftrainer: Osvaldo Zubeldía | Fabio Cudicini – Saul Malatrasi (54. Luigi Maldera), Angelo Anquilletti, Roberto Rosato, Karl-Heinz Schnellinger – Giovanni Lodetti, Gianni Rivera , Romano Fogli – Angelo Sormani, Nestor Combin, Pierino Prati (37. Giorgio Rognoni) Cheftrainer: Nereo Rocco | AC Mailand |
| Estudiantes de La Plata                         | 1:1 Marcos Conigliaro (43.) 2:1 Alberto Suárez (44.) | 0:1 Gianni Rivera (30.) | AC Mailand |
| 22. Oktober 1969 in Buenos Aires (La Bombonera) | | |            |
| Ergebnis: 2:1 (2:1)                             | | |            |
| Zuschauer: 45.000                               | | |            |
| Schiedsrichter: Domingo Massaro ( Chile)        | | |            |

## 1970
Die elfte Ausspielung des Wettbewerbs fand im August und September 1970 zwischen dem Sieger des Europapokals der Landesmeister 1969/70 Feyenoord Rotterdam und dem Sieger der Copa Libertadores 1970 Estudiantes de La Plata statt. Estudiantes stand aufgrund des Titel-Hattricks bei der Copa Libertadores auch zum dritten Mal in Folge in den Spielen um den Weltpokal, konnte aber wie im Vorjahr gegen den europäischen Vertreter nicht gewinnen.

### Hinspiel
| Estudiantes de La Plata                        | Estudiantes de La Plata | Feyenoord Rotterdam | Feyenoord Rotterdam |
| ---------------------------------------------- | --- | --- | ------------------- |
| Estudiantes de La Plata                        | \| 26. August 1970 in Buenos Aires (La Bombonera) \| \| Ergebnis: 2:2 (2:1) \| \| Zuschauer: 50.000 \| \| Schiedsrichter: Rudi Glöckner ( DDR) \| | \| 26. August 1970 in Buenos Aires (La Bombonera) \| \| Ergebnis: 2:2 (2:1) \| \| Zuschauer: 50.000 \| \| Schiedsrichter: Rudi Glöckner ( DDR) \|                                                                                | Feyenoord Rotterdam |
| Estudiantes de La Plata                        | Néstor Errea – Rubén Oscar Pagnanini, Hugo Spadaro, Néstor Togneri, Oscar Malbernat – Carlos Bilardo (?. Jorge Solari), Carlos Pachamé, Juan Miguel Echecopar (?. Christian Rudzki) – Marcos Conigliaro, Eduardo Flores, Juan Ramón Verón Cheftrainer: Osvaldo Zubeldía | Eddy Treijtel – Piet Romeijn, Rinus Israël , Theo Laseroms, Theo van Duivenbode – Franz Hasil, Wim Jansen, Willem van Hanegem (?. Johan Boskamp) – Henk Wery, Ove Kindvall, Coen Moulijn Cheftrainer: Ernst Happel ( Österreich) | Feyenoord Rotterdam |
| Estudiantes de La Plata                        | 1:0 Juan Miguel Echecopar (6.) 2:0 Juan Ramón Verón (10.) | 2:1 Willem van Hanegem (21.) 2:2 Ove Kindvall (65.) | Feyenoord Rotterdam |
| 26. August 1970 in Buenos Aires (La Bombonera) | | |                     |
| Ergebnis: 2:2 (2:1)                            | | |                     |
| Zuschauer: 50.000                              | | |                     |
| Schiedsrichter: Rudi Glöckner ( DDR)           | | |                     |

### Rückspiel
| Feyenoord Rotterdam                      | Feyenoord Rotterdam | Estudiantes de La Plata | Estudiantes de La Plata |
| ---------------------------------------- | --- | --- | ----------------------- |
| Feyenoord Rotterdam                      | \| 9. September 1970 in Rotterdam (De Kuip) \| \| Ergebnis: 1:0 (0:0) \| \| Zuschauer: 70.000 \| \| Schiedsrichter: Alberto Tejada ( Peru) \| | \| 9. September 1970 in Rotterdam (De Kuip) \| \| Ergebnis: 1:0 (0:0) \| \| Zuschauer: 70.000 \| \| Schiedsrichter: Alberto Tejada ( Peru) \| | Estudiantes de La Plata |
| Feyenoord Rotterdam                      | Eddy Treijtel – Piet Romeijn, Rinus Israël , Theo Laseroms, Theo van Duivenbode – Franz Hasil (?. Johan Boskamp), Wim Jansen, Willem van Hanegem – Henk Wery, Ove Kindvall, Coen Moulijn (?. Joop van Daele) Cheftrainer: Ernst Happel ( Österreich) | Oscar Pezzano – Oscar Malbernat, Hugo Spadaro, Néstor Togneri, José Hugo Medina – Carlos Bilardo, Carlos Pachamé, Daniel Romeo (?. Rubén Oscar Pagnanini) – Marcos Conigliaro (?. Christian Rudzki), Eduardo Flores, Juan Ramón Verón Cheftrainer: Osvaldo Zubeldía | Estudiantes de La Plata |
| Feyenoord Rotterdam                      | 1:0 Joop van Daele (65.) | | Estudiantes de La Plata |
| 9. September 1970 in Rotterdam (De Kuip) | | |                         |
| Ergebnis: 1:0 (0:0)                      | | |                         |
| Zuschauer: 70.000                        | | |                         |
| Schiedsrichter: Alberto Tejada ( Peru)   | | |                         |

## 1971
Die zwölfte Ausspielung des Wettbewerbs fand im Dezember 1971 zwischen dem Finalist des Europapokals der Landesmeister 1970/71 Panathinaikos Athen und dem Sieger der Copa Libertadores 1971 Nacional Montevideo statt. Panathinaikos trat an, da der Sieger des Europapokals Ajax Amsterdam verzichtete.

### Hinspiel
| Panathinaikos Athen                               | Panathinaikos Athen | Nacional Montevideo | Nacional Montevideo |
| ------------------------------------------------- | --- | --- | ------------------- |
| Panathinaikos Athen                               | \| 15. Dezember 1971 in Piräus (Karaiskakis-Stadion) \| \| Ergebnis: 1:1 (0:0) \| \| Zuschauer: 60.000 \| \| Schiedsrichter: José Favilli Neto ( Brasilien) \| | \| 15. Dezember 1971 in Piräus (Karaiskakis-Stadion) \| \| Ergebnis: 1:1 (0:0) \| \| Zuschauer: 60.000 \| \| Schiedsrichter: José Favilli Neto ( Brasilien) \|                                                                                  | Nacional Montevideo |
| Panathinaikos Athen                               | Panagiotis Ikonomopoulos – Ioanis Tomaras (62. Giorgos Vlachos), Anthimos Kapsis, Frangiskos Sourpis, Konstantinos Athanassopoulos – Konstantinos Eleftherakis, Totis Filakouris, Mitsos Dimitriou – Antonis Antoniadis, Dimitrios Domazos , Sakis Kouvas (20. Georgios Deligiannis) Cheftrainer: Ferenc Puskás ( Ungarn) | Manga – Juan Carlos Masnik, Ángel Brunell, Luis Ubiña, Julio Montero Castillo – Juan Carlos Blanco, Luis Cubilla, Ildo Maneiro – Víctor Espárrago (80. Juan José Duarte Lasarte), Luis Artime, Julio Morales Cheftrainer: Washington Etchamendi | Nacional Montevideo |
| Panathinaikos Athen                               | 1:0 Totis Filakouris (48.) | 1:1 Luis Artime (50.) | Nacional Montevideo |
| Panathinaikos Athen                               | Platzverweis: Julio Morales | | Nacional Montevideo |
| 15. Dezember 1971 in Piräus (Karaiskakis-Stadion) | | |                     |
| Ergebnis: 1:1 (0:0)                               | | |                     |
| Zuschauer: 60.000                                 | | |                     |
| Schiedsrichter: José Favilli Neto ( Brasilien)    | | |                     |

### Rückspiel
| Nacional Montevideo                                  | Nacional Montevideo | Panathinaikos Athen | Panathinaikos Athen |
| ---------------------------------------------------- | --- | --- | ------------------- |
| Nacional Montevideo                                  | \| 29. Dezember 1971 in Montevideo (Estadio Centenario) \| \| Ergebnis: 2:1 (1:0) \| \| Zuschauer: 63.000 \| \| Schiedsrichter: Aurelio Angonese ( Italien) \|                                                                                              | \| 29. Dezember 1971 in Montevideo (Estadio Centenario) \| \| Ergebnis: 2:1 (1:0) \| \| Zuschauer: 63.000 \| \| Schiedsrichter: Aurelio Angonese ( Italien) \| | Panathinaikos Athen |
| Nacional Montevideo                                  | Manga – Juan Carlos Masnik, Ángel Brunell, Luis Ubiña, Julio Montero Castillo – Juan Carlos Blanco, Luis Cubilla (80. Juan Mujica), Ildo Maneiro – Víctor Espárrago, Luis Artime, Juan Carlos Mamelli (71. Rubén Bareño) Cheftrainer: Washington Etchamendi | Panagiotis Ikonomopoulos – Victor Mitropoulos, Anthimos Kapsis, Frangiskos Sourpis, Kostas Athanassopoulos – Aristidis Kamaras (43. Totis Filakouris), Konstantinos Eleftherakis, Mitsos Dimitriou – Antonis Antoniadis, Dimitrios Domazos , Sakis Kouvas Cheftrainer: Ferenc Puskás ( Ungarn) | Panathinaikos Athen |
| Nacional Montevideo                                  | 1:0 Luis Artime (34.) 2:0 Luis Artime (75.) | 2:1 Totis Filakouris (89.) | Panathinaikos Athen |
| 29. Dezember 1971 in Montevideo (Estadio Centenario) | | |                     |
| Ergebnis: 2:1 (1:0)                                  | | |                     |
| Zuschauer: 63.000                                    | | |                     |
| Schiedsrichter: Aurelio Angonese ( Italien)          | | |                     |

## 1972
Die 13. Ausspielung des Wettbewerbs fand im September 1972 zwischen dem Sieger des Europapokals der Landesmeister 1971/72 Ajax Amsterdam und dem Sieger der Copa Libertadores 1972 Independiente Avellaneda statt.

### Hinspiel
| CA Independiente                                                  | CA Independiente | Ajax Amsterdam | Ajax Amsterdam |
| ----------------------------------------------------------------- | --- | --- | -------------- |
| CA Independiente                                                  | \| 6. September 1972 in Avellaneda (Estadio Libertadores de América) \| \| Ergebnis: 1:1 (0:1) \| \| Zuschauer: 60.000 \| \| Schiedsrichter: Tofik Bachramow ( Sowjetunion) \|                                                                               | \| 6. September 1972 in Avellaneda (Estadio Libertadores de América) \| \| Ergebnis: 1:1 (0:1) \| \| Zuschauer: 60.000 \| \| Schiedsrichter: Tofik Bachramow ( Sowjetunion) \|                                         | Ajax Amsterdam |
| CA Independiente                                                  | Miguel Santoro – Eduardo Commisso, Miguel Ángel López, Francisco Sá, Ricardo Pavoni – José Pastoriza, Alejandro Semenewicz, Miguel Ángel Raimondo (46. Carlos Alberto Bulla) – Agustín Balbuena, Eduardo Maglioni, Dante Mircoli Cheftrainer: Pedro Dellacha | Heinz Stuy – Horst Blankenburg, Wim Suurbier, Barry Hulshoff, Ruud Krol – Arie Haan, Johan Neeskens, Gerrie Mühren – Sjaak Swart, Johan Cruyff (26. Arnold Mühren), Piet Keizer Cheftrainer: Ștefan Kovács ( Rumänien) | Ajax Amsterdam |
| CA Independiente                                                  | 1:1 Agustín Balbuena (82.) | 0:1 Johan Cruyff (5.) | Ajax Amsterdam |
| 6. September 1972 in Avellaneda (Estadio Libertadores de América) | | |                |
| Ergebnis: 1:1 (0:1)                                               | | |                |
| Zuschauer: 60.000                                                 | | |                |
| Schiedsrichter: Tofik Bachramow ( Sowjetunion)                    | | |                |

### Rückspiel
| Ajax Amsterdam                                   | Ajax Amsterdam | CA Independiente | CA Independiente |
| ------------------------------------------------ | --- | --- | ---------------- |
| Ajax Amsterdam                                   | \| 28. September 1972 in Amsterdam (Olympiastadion) \| \| Ergebnis: 3:0 (1:0) \| \| Zuschauer: 46.511 \| \| Schiedsrichter: José Romei ( Paraguay) \|                                                               | \| 28. September 1972 in Amsterdam (Olympiastadion) \| \| Ergebnis: 3:0 (1:0) \| \| Zuschauer: 46.511 \| \| Schiedsrichter: José Romei ( Paraguay) \|                                                                                               | CA Independiente |
| Ajax Amsterdam                                   | Heinz Stuy – Horst Blankenburg, Wim Suurbier, Barry Hulshoff, Ruud Krol – Arie Haan, Johan Neeskens, Gerrie Mühren – Sjaak Swart (61. Johnny Rep), Johan Cruyff, Piet Keizer Cheftrainer: Ștefan Kovács ( Rumänien) | Miguel Santoro – Eduardo Commisso, Miguel Ángel López, Francisco Sá, Ricardo Pavoni – José Pastoriza, Alejandro Semenewicz, Luis Garisto – Agustín Balbuena, Eduardo Maglioni, Dante Mircoli (63. Carlos Alberto Bulla) Cheftrainer: Pedro Dellacha | CA Independiente |
| Ajax Amsterdam                                   | 1:0 Johan Neeskens (12.) 2:0 Johnny Rep (65.) 3:0 Johnny Rep (80.) | | CA Independiente |
| 28. September 1972 in Amsterdam (Olympiastadion) | | |                  |
| Ergebnis: 3:0 (1:0)                              | | |                  |
| Zuschauer: 46.511                                | | |                  |
| Schiedsrichter: José Romei ( Paraguay)           | | |                  |

## 1973
Die 14. Ausspielung des Wettbewerbs fand im November 1973 zwischen dem Finalisten des Europapokals der Landesmeister 1972/73 Juventus Turin und dem Sieger der Copa Libertadores 1973 Independiente Avellaneda in nur einem Spiel in Rom statt. Juventus trat anstelle von Ajax Amsterdam an, das zwar, wie Independiente in Südamerika, seinen kontinentalen Titel in Europa verteidigt hatte, aber aus wirtschaftlichen Gründen auf die Reise nach Argentinien verzichtete.

### Spieldetails
| Independiente Avellaneda                   | Independiente Avellaneda | Juventus Turin | Juventus Turin |
| ------------------------------------------ | --- | --- | -------------- |
| Independiente Avellaneda                   | \| 28. November 1973 in Rom (Olympiastadion) \| \| Ergebnis: 1:0 (0:0) \| \| Zuschauer: 22.489 \| \| Schiedsrichter: Alfred Delcourt ( Belgien) \| | \| 28. November 1973 in Rom (Olympiastadion) \| \| Ergebnis: 1:0 (0:0) \| \| Zuschauer: 22.489 \| \| Schiedsrichter: Alfred Delcourt ( Belgien) \| | Juventus Turin |
| Independiente Avellaneda                   | Miguel Santoro – Miguel Ángel López, Ricardo Pavoni, Eduardo Commisso, Francisco Sá – Miguel Ángel Raimondo, Rubén Galván, Ricardo Bochini – Agustín Balbuena, Eduardo Maglioni, Daniel Bertoni (83. Alejandro Semenewicz) Cheftrainer: Roberto Ferreiro | Dino Zoff – Luciano Spinosi (74. Silvio Longobucco), Claudio Gentile, Francesco Morini, Sandro Salvadore – Gianpietro Marchetti, Franco Causio, Antonello Cuccureddu – Pietro Anastasi, José Altafini, Roberto Bettega (74. Fernando Viola) Cheftrainer: Čestmír Vycpálek ( Tschechoslowakei) | Juventus Turin |
| Independiente Avellaneda                   | 1:0 Ricardo Bochini (80.) | | Juventus Turin |
| 28. November 1973 in Rom (Olympiastadion)  | | |                |
| Ergebnis: 1:0 (0:0)                        | | |                |
| Zuschauer: 22.489                          | | |                |
| Schiedsrichter: Alfred Delcourt ( Belgien) | | |                |

## 1974
Die 15. Ausspielung des Wettbewerbs fand im März und April 1975 zwischen dem Finalist des Europapokals der Landesmeister 1973/74 Atlético Madrid und dem Sieger der Copa Libertadores 1974 Independiente Avellaneda statt, dem bei der Copa Libertadores der Titel-Hattrick gelang. Atlético trat an, da der Sieger im Europapokal der Landesmeister Bayern München aus Termingründen verzichtete, und war zugleich der einzige Finalist in der Geschichte des Wettbewerbs, der seine Chance nutzte und den Weltpokal gewann.

### Hinspiel
| CA Independiente                                              | CA Independiente | Atlético Madrid | Atlético Madrid |
| ------------------------------------------------------------- | --- | --- | --------------- |
| CA Independiente                                              | \| 12. März 1975 in Avellaneda (Estadio Libertadores de América) \| \| Ergebnis: 1:0 (1:0) \| \| Zuschauer: 95.000 \| \| Schiedsrichter: Charles Corver ( Niederlande) \| | \| 12. März 1975 in Avellaneda (Estadio Libertadores de América) \| \| Ergebnis: 1:0 (1:0) \| \| Zuschauer: 95.000 \| \| Schiedsrichter: Charles Corver ( Niederlande) \|                                                                              | Atlético Madrid |
| CA Independiente                                              | José Alberto Pérez – Miguel Ángel López, Ricardo Pavoni, Eduardo Commisso, Rubén Galván – Francisco Sá, Agustín Balbuena, Aldo Fernando Rodríguez (57. Alejandro Semenewicz) – Percy Rojas, Ricardo Bochini, Daniel Bertoni (83. Luis Alberto Giribert) Cheftrainer: Roberto Ferreiro | Miguel Reina – Francisco Melo, Ramón Heredia, Domingo Benegas, José Luis Capón – Eusebio Bejarano, Alberto Fernández Fernández (26. Heraldo Bezerra), Adelardo Rodríguez – Javier Irureta, José Eulogio Gárate, Rubén Ayala Cheftrainer: Luis Aragonés | Atlético Madrid |
| CA Independiente                                              | 1:0 Agustín Balbuena (34.) | | Atlético Madrid |
| 12. März 1975 in Avellaneda (Estadio Libertadores de América) | | |                 |
| Ergebnis: 1:0 (1:0)                                           | | |                 |
| Zuschauer: 95.000                                             | | |                 |
| Schiedsrichter: Charles Corver ( Niederlande)                 | | |                 |

### Rückspiel
| Atlético Madrid                                     | Atlético Madrid | CA Independiente | CA Independiente |
| --------------------------------------------------- | --- | --- | ---------------- |
| Atlético Madrid                                     | \| 16. April 1975 in Madrid (Estadio Vicente Calderón) \| \| Ergebnis: 2:0 (1:0) \| \| Zuschauer: 70.000 \| \| Schiedsrichter: Carlos Robles ( Chile) \| | \| 16. April 1975 in Madrid (Estadio Vicente Calderón) \| \| Ergebnis: 2:0 (1:0) \| \| Zuschauer: 70.000 \| \| Schiedsrichter: Carlos Robles ( Chile) \| | CA Independiente |
| Atlético Madrid                                     | José Pacheco Gómez – Francisco Melo, Ramón Heredia, Francisco Aguilar Fernández, José Luis Capón – Eusebio Bejarano, Alberto Fernández Fernández (23. Ignacio Salcedo), Adelardo Rodríguez – Javier Irureta, José Eulogio Gárate, Rubén Ayala Cheftrainer: Luis Aragonés | José Alberto Pérez – Miguel Ángel López, Ricardo Pavoni, Eduardo Commisso, Rubén Galván – Osvaldo Miguel Carrica, Agustín Balbuena, Hugo José Saggiorato – Percy Rojas (62. Aldo Fernando Rodríguez), Ricardo Bochini, Daniel Bertoni Cheftrainer: Roberto Ferreiro | CA Independiente |
| Atlético Madrid                                     | 1:0 Javier Irureta (23.) 2:0 Rubén Ayala (85.) | | CA Independiente |
| 16. April 1975 in Madrid (Estadio Vicente Calderón) | | |                  |
| Ergebnis: 2:0 (1:0)                                 | | |                  |
| Zuschauer: 70.000                                   | | |                  |
| Schiedsrichter: Carlos Robles ( Chile)              | | |                  |

## 1975 (nicht ausgetragen)
Die vorgesehene 16. Ausspielung des Wettbewerbs zwischen dem Sieger des Europapokals der Landesmeister 1974/75, Bayern München, und dem Sieger der Copa Libertadores 1975, Independiente Avellaneda, das in Südamerika seinen vierten Titel in Folge gewann, kam nicht zustande, da sich beide Klubs nach offizieller Begründung nicht auf Termine einigen konnten.

## 1976
Die 16. Ausspielung des Wettbewerbs fand im November und Dezember 1976 zwischen dem Sieger des Europapokals der Landesmeister 1975/76 dem FC Bayern München, dem in Europa der Titel-Hattrick gelang, und dem Sieger der Copa Libertadores 1976 Cruzeiro Belo Horizonte statt.

### Hinspiel
| FC Bayern München                             | FC Bayern München | Cruzeiro Belo Horizonte | Cruzeiro Belo Horizonte | Aufstellung                                                 |
| --------------------------------------------- | --- | --- | ----------------------- | ----------------------------------------------------------- |
| FC Bayern München                             | \| 23. November 1976 in München (Olympiastadion) \| \| Ergebnis: 2:0 (0:0) \| \| Zuschauer: 22.000 \| \| Schiedsrichter: Luis Pestarino ( Argentinien) \|                                                                    | \| 23. November 1976 in München (Olympiastadion) \| \| Ergebnis: 2:0 (0:0) \| \| Zuschauer: 22.000 \| \| Schiedsrichter: Luis Pestarino ( Argentinien) \|      | Cruzeiro Belo Horizonte | Aufstellung FC Bayern München gegen Cruzeiro Belo Horizonte |
| FC Bayern München                             | Sepp Maier – Björn Andersson, Udo Horsmann, Georg Schwarzenbeck, Franz Beckenbauer – Hans-Josef Kapellmann, Bernd Dürnberger, Conny Torstensson – Karl-Heinz Rummenigge, Gerd Müller, Uli Hoeneß Cheftrainer: Dettmar Cramer | Raul Plassmann – Nelinho, Morais, Osiris, Vanderley – Zé Carlos, Piazza, Jairzinho – Eduardo Amorim, Palinha, Joãozinho (80. Dirceu) Cheftrainer: Zezé Moreira | Cruzeiro Belo Horizonte | Aufstellung FC Bayern München gegen Cruzeiro Belo Horizonte |
| FC Bayern München                             | 1:0 Gerd Müller (80.) 2:0 Hans-Josef Kapellmann (82.) | | Cruzeiro Belo Horizonte | Aufstellung FC Bayern München gegen Cruzeiro Belo Horizonte |
| 23. November 1976 in München (Olympiastadion) | | |                         |                                                             |
| Ergebnis: 2:0 (0:0)                           | | |                         |                                                             |
| Zuschauer: 22.000                             | | |                         |                                                             |
| Schiedsrichter: Luis Pestarino ( Argentinien) | | |                         |                                                             |

### Rückspiel
| Cruzeiro Belo Horizonte                        | Cruzeiro Belo Horizonte | FC Bayern München | FC Bayern München | Aufstellung                                                 |
| ---------------------------------------------- | --- | --- | ----------------- | ----------------------------------------------------------- |
| Cruzeiro Belo Horizonte                        | \| 21. Dezember 1976 in Belo Horizonte (Mineirão) \| \| Ergebnis: 0:0 \| \| Zuschauer: 117.000 \| \| Schiedsrichter: Pat Partridge ( England) \|                                  | \| 21. Dezember 1976 in Belo Horizonte (Mineirão) \| \| Ergebnis: 0:0 \| \| Zuschauer: 117.000 \| \| Schiedsrichter: Pat Partridge ( England) \|                                                                                           | FC Bayern München | Aufstellung Cruzeiro Belo Horizonte gegen FC Bayern München |
| Cruzeiro Belo Horizonte                        | Raul Plassmann – Nelinho, Morais, Osiris, Vanderley – Zé Carlos, Piazza (30. Eduardo Amorim), Jairzinho – Dirceu (46. Pablo Forlán), Joãozinho, Palinha Cheftrainer: Zezé Moreira | Sepp Maier – Björn Andersson, Udo Horsmann, Georg Schwarzenbeck, Franz Beckenbauer – Hans-Josef Kapellmann, Josef Weiß, Conny Torstensson – Karl-Heinz Rummenigge (85. Fred Arbinger), Gerd Müller, Uli Hoeneß Cheftrainer: Dettmar Cramer | FC Bayern München | Aufstellung Cruzeiro Belo Horizonte gegen FC Bayern München |
| 21. Dezember 1976 in Belo Horizonte (Mineirão) | | |                   |                                                             |
| Ergebnis: 0:0                                  | | |                   |                                                             |
| Zuschauer: 117.000                             | | |                   |                                                             |
| Schiedsrichter: Pat Partridge ( England)       | | |                   |                                                             |

## 1977
Die 17. Ausspielung des Wettbewerbs fand im März und August 1978 zwischen dem Finalist des Europapokals der Landesmeister 1976/77 Borussia Mönchengladbach und dem Sieger der Copa Libertadores 1977 CA Boca Juniors statt. Die „Borussia“ trat an, da der Europapokalsieger FC Liverpool auf eine Teilnahme verzichtete. Das Rückspiel wurde statt in Mönchengladbach in Karlsruhe ausgetragen.

### Hinspiel
| CA Boca Juniors                              | CA Boca Juniors | Borussia Mönchengladbach | Borussia Mönchengladbach | Aufstellung                                                |
| -------------------------------------------- | --- | --- | ------------------------ | ---------------------------------------------------------- |
| CA Boca Juniors                              | \| 21. März 1978 in Buenos Aires (La Bombonera) \| \| Ergebnis: 2:2 (1:2) \| \| Zuschauer: 50.000 \| \| Schiedsrichter: Nikola Dudin ( Bulgarien) \| | \| 21. März 1978 in Buenos Aires (La Bombonera) \| \| Ergebnis: 2:2 (1:2) \| \| Zuschauer: 50.000 \| \| Schiedsrichter: Nikola Dudin ( Bulgarien) \|                                                                        | Borussia Mönchengladbach | Aufstellung CA Boca Juniors gegen Borussia Mönchengladbach |
| CA Boca Juniors                              | Osvaldo Norberto Santos – Francisco Sá, Miguel Bordón, Vicente Pernía, Roberto Mouzo – Rubén Suñé, Jorge José Benítez (46. Jorge Ribolzi), Mario Zanabria, Carlos Horacio Salinas – Ernesto Mastrángelo, Daniel Severino Pavón (65. Carlos Alberto Álvarez) Cheftrainer: Juan Carlos Lorenzo | Wolfgang Kleff – Horst Wohlers, Wilfried Hannes, Herbert Wimmer (53. Dietmar Danner), Berti Vogts – Winfried Schäfer, Rainer Bonhof, Christian Kulik – Karl Del’Haye, Carsten Nielsen, Ewald Lienen Cheftrainer: Udo Lattek | Borussia Mönchengladbach | Aufstellung CA Boca Juniors gegen Borussia Mönchengladbach |
| CA Boca Juniors                              | 1:0 Ernesto Mastrángelo (15.) 2:2 Jorge Ribolzi (51.) | 1:1 Wilfried Hannes (25.) 1:2 Rainer Bonhof (30.) | Borussia Mönchengladbach | Aufstellung CA Boca Juniors gegen Borussia Mönchengladbach |
| 21. März 1978 in Buenos Aires (La Bombonera) | | |                          |                                                            |
| Ergebnis: 2:2 (1:2)                          | | |                          |                                                            |
| Zuschauer: 50.000                            | | |                          |                                                            |
| Schiedsrichter: Nikola Dudin ( Bulgarien)    | | |                          |                                                            |

### Rückspiel
| Borussia Mönchengladbach                      | Borussia Mönchengladbach | CA Boca Juniors | CA Boca Juniors | Aufstellung                                                |
| --------------------------------------------- | --- | --- | --------------- | ---------------------------------------------------------- |
| Borussia Mönchengladbach                      | \| 1. August 1978 in Karlsruhe (Wildparkstadion) \| \| Ergebnis: 0:3 (0:3) \| \| Zuschauer: 38.000 \| \| Schiedsrichter: Roque Cerullo ( Uruguay) \|                                                                                              | \| 1. August 1978 in Karlsruhe (Wildparkstadion) \| \| Ergebnis: 0:3 (0:3) \| \| Zuschauer: 38.000 \| \| Schiedsrichter: Roque Cerullo ( Uruguay) \|                                                                                                   | CA Boca Juniors | Aufstellung Borussia Mönchengladbach gegen CA Boca Juniors |
| Borussia Mönchengladbach                      | Wolfgang Kneib – Norbert Ringels, Wilfried Hannes, Horst Wohlers (46. Winfried Schäfer), Berti Vogts – Carsten Nielsen, Hans-Günter Bruns, Christian Kulik – Allan Simonsen, Helmut Lausen (60. Ewald Lienen), Rudi Gores Cheftrainer: Udo Lattek | Hugo Gatti – José Luis Tesare, José María Suárez, Vicente Pernía, Miguel Ángel Bordón – Rubén Suñé, Mario Zanabria, Carlos Horacio Salinas – Ernesto Mastrángelo, José Luis Saldaño (46. Carlos Veglio), Darío Felman Cheftrainer: Juan Carlos Lorenzo | CA Boca Juniors | Aufstellung Borussia Mönchengladbach gegen CA Boca Juniors |
| Borussia Mönchengladbach                      | 0:1 Darío Felman (2.) 0:2 Ernesto Mastrángelo (33.) 0:3 Carlos Horacio Salinas (35.) | | CA Boca Juniors | Aufstellung Borussia Mönchengladbach gegen CA Boca Juniors |
| 1. August 1978 in Karlsruhe (Wildparkstadion) | | |                 |                                                            |
| Ergebnis: 0:3 (0:3)                           | | |                 |                                                            |
| Zuschauer: 38.000                             | | |                 |                                                            |
| Schiedsrichter: Roque Cerullo ( Uruguay)      | | |                 |                                                            |

## 1978 (nicht ausgetragen)
Die vorgesehene 18. Ausspielung des Wettbewerbs zwischen dem Sieger des Europapokals der Landesmeister 1977/78, FC Liverpool, und dem Sieger der Copa Libertadores 1978, CA Boca Juniors, der in Südamerika seinen Titel verteidigen konnte, kam nicht zustande, da beide Klubs ihre Teilnahme verweigerten.

## 1979
Die 18. Ausspielung des Wettbewerbs fand im November 1979 und März 1980 zwischen dem Finalisten des Europapokals der Landesmeister 1978/79 Malmö FF und dem Sieger der Copa Libertadores 1979 Olimpia Asunción statt. Malmö FF trat an, da der Europapokalsieger Nottingham Forest auf eine Teilnahme verzichtete.

### Hinspiel
| Malmö FF                                   | Malmö FF | Club Olimpia | Club Olimpia |
| ------------------------------------------ | --- | --- | ------------ |
| Malmö FF                                   | \| 18. November 1979 in Malmö (Malmö Stadion) \| \| Ergebnis: 0:1 (0:1) \| \| Zuschauer: 5.000 \| \| Schiedsrichter: Pat Partridge ( England) \|                                                                         | \| 18. November 1979 in Malmö (Malmö Stadion) \| \| Ergebnis: 0:1 (0:1) \| \| Zuschauer: 5.000 \| \| Schiedsrichter: Pat Partridge ( England) \|                                                                       | Club Olimpia |
| Malmö FF                                   | Jan Möller – Roland Andersson, Ingemar Erlandsson, Kent Jönsson, Mats Arvidsson – Claes Malmberg, Anders Ljungberg, Robert Prytz, Tommy Hansson – Thomas Sjöberg, Jan-Olov Kinnvall Cheftrainer: Bob Houghton ( England) | Ever Hugo Almeida – Alicio Solalinde, Roberto Paredes, Minguel Piazza, Flaminio Sosa – Carlos Kiese, Rogelio Delgado, Luis Torres, Eduardo Ortiz – Mauro Céspedes, Evaristo Isasi Cheftrainer: Luis Cubilla ( Uruguay) | Club Olimpia |
| Malmö FF                                   | 0:1 Evaristo Isasi (41.) | | Club Olimpia |
| 18. November 1979 in Malmö (Malmö Stadion) | | |              |
| Ergebnis: 0:1 (0:1)                        | | |              |
| Zuschauer: 5.000                           | | |              |
| Schiedsrichter: Pat Partridge ( England)   | | |              |

### Rückspiel
| Club Olimpia                                            | Club Olimpia | Malmö FF | Malmö FF |
| ------------------------------------------------------- | --- | --- | -------- |
| Club Olimpia                                            | \| 2. März 1980 in Asunción (Estadio Defensores del Chaco) \| \| Ergebnis: 2:1 (1:0) \| \| Zuschauer: 47.000 \| \| Schiedsrichter: Juan Daniel Cardellino ( Uruguay) \|                                                                                    | \| 2. März 1980 in Asunción (Estadio Defensores del Chaco) \| \| Ergebnis: 2:1 (1:0) \| \| Zuschauer: 47.000 \| \| Schiedsrichter: Juan Daniel Cardellino ( Uruguay) \|                                                                             | Malmö FF |
| Club Olimpia                                            | Ever Hugo Almeida – Alicio Solalinde, Roberto Paredes, Daniel Di Bartolomeo, Flaminio Sosa – Carlos Kiese, Carlos Yaluk, Luis Torres, Osvaldo Aquino – Hugo Ricardo Talavera (?. Miguel Michelagnoli), Evaristo Isasi Cheftrainer: Luis Cubilla ( Uruguay) | Jan Möller – Roland Andersson, Tim Parkin, Kent Jönsson, Vidsson – Magnus Andersson, Ingemar Erlandsson, Robert Prytz, Anders Ohlsson (?. Tommy Hansson) – Thomas Sjöberg (?. Claes Malmberg), Tommy Andersson Cheftrainer: Bob Houghton ( England) | Malmö FF |
| Club Olimpia                                            | 1:0 Alicio Solalinde (39.) 2:1 Miguel Michelagnoli (71.) | 1:1 Ingemar Erlandsson (46.) | Malmö FF |
| 2. März 1980 in Asunción (Estadio Defensores del Chaco) | | |          |
| Ergebnis: 2:1 (1:0)                                     | | |          |
| Zuschauer: 47.000                                       | | |          |
| Schiedsrichter: Juan Daniel Cardellino ( Uruguay)       | | |          |

## 1980
Die 19. Ausspielung des Wettbewerbs fand im Februar 1981 erstmals in nur einem Spiel in Tokio unter dem neuen Sponsorennamen „Toyota-Cup“ zwischen dem Sieger des Europapokals der Landesmeister 1979/80 Nottingham Forest und dem Sieger der Copa Libertadores 1980 Nacional Montevideo statt.

### Spieldetails
| Nacional Montevideo                        | Nacional Montevideo | Nottingham Forest | Nottingham Forest |
| ------------------------------------------ | --- | --- | ----------------- |
| Nacional Montevideo                        | \| 11. Februar 1981 in Tokio (Olympiastadion) \| \| Ergebnis: 1:0 (1:0) \| \| Zuschauer: 62.000 \| \| Schiedsrichter: Abraham Klein ( Israel) \|                                                                               | \| 11. Februar 1981 in Tokio (Olympiastadion) \| \| Ergebnis: 1:0 (1:0) \| \| Zuschauer: 62.000 \| \| Schiedsrichter: Abraham Klein ( Israel) \|                                          | Nottingham Forest |
| Nacional Montevideo                        | Rodolfo Rodríguez – Juan Carlos Blanco, José Hermes Moreira, Daniel Enríquez, Washington González – Denís Milar, Víctor Espárrago , Arsenio Luzardo – Alberto Bica, Waldemar Victorino, Julio Morales Cheftrainer: Juan Mujica | Peter Shilton – Viv Anderson, Larry Lloyd, Kenny Burns , Frank Gray – Martin O’Neill, Raimondo Ponte, Stuart Gray – Ian Wallace, Trevor Francis, John Robertson Cheftrainer: Brian Clough | Nottingham Forest |
| Nacional Montevideo                        | 1:0 Waldemar Victorino (10.) | | Nottingham Forest |
| 11. Februar 1981 in Tokio (Olympiastadion) | | |                   |
| Ergebnis: 1:0 (1:0)                        | | |                   |
| Zuschauer: 62.000                          | | |                   |
| Schiedsrichter: Abraham Klein ( Israel)    | | |                   |

## 1981
Die 20. Ausspielung des Wettbewerbs fand im Dezember 1981 wie die vorherige Austragung in nur einem Spiel in Tokio unter dem Sponsorennamen „Toyota-Cup“ zwischen dem Sieger des Europapokals der Landesmeister 1980/81 FC Liverpool und dem Sieger der Copa Libertadores 1981 Flamengo Rio de Janeiro statt.

### Spieldetails
| Flamengo Rio de Janeiro                       | Flamengo Rio de Janeiro | FC Liverpool | FC Liverpool |
| --------------------------------------------- | --- | --- | ------------ |
| Flamengo Rio de Janeiro                       | \| 13. Dezember 1981 in Tokio (Olympiastadion) \| \| Ergebnis: 3:0 (3:0) \| \| Zuschauer: 62.000 \| \| Schiedsrichter: Mario Rubio Vázquez ( Mexiko) \| | \| 13. Dezember 1981 in Tokio (Olympiastadion) \| \| Ergebnis: 3:0 (3:0) \| \| Zuschauer: 62.000 \| \| Schiedsrichter: Mario Rubio Vázquez ( Mexiko) \|                                                           | FC Liverpool |
| Flamengo Rio de Janeiro                       | Raul Plassmann – Leandro, Marinho, Mozer, Júnior – Andrade, Tita, Adílio – Nunes, Zico , Lico Cheftrainer: Paulo César Carpegiani                       | Bruce Grobbelaar – Phil Neal, Mark Lawrenson, Phil Thompson , Alan Hansen – Ray Kennedy, Terry McDermott (51. David Johnson), Graeme Souness, Sammy Lee – Craig Johnston, Kenny Dalglish Cheftrainer: Bob Paisley | FC Liverpool |
| Flamengo Rio de Janeiro                       | 1:0 Nunes (13.) 2:0 Adílio (33.) 3:0 Nunes (41.) | | FC Liverpool |
| 13. Dezember 1981 in Tokio (Olympiastadion)   | | |              |
| Ergebnis: 3:0 (3:0)                           | | |              |
| Zuschauer: 62.000                             | | |              |
| Schiedsrichter: Mario Rubio Vázquez ( Mexiko) | | |              |

## 1982
Die 21. Ausspielung des Wettbewerbs fand im Dezember 1982 wie seit 1980 in nur einem Spiel in Tokio unter dem Sponsorennamen „Toyota-Cup“ zwischen dem Sieger des Europapokals der Landesmeister 1981/82 Aston Villa und dem Sieger der Copa Libertadores 1982 Peñarol Montevideo statt.

### Spieldetails
| Peñarol Montevideo                               | Peñarol Montevideo | Aston Villa | Aston Villa |
| ------------------------------------------------ | --- | --- | ----------- |
| Peñarol Montevideo                               | \| 12. Dezember 1982 in Tokio (Olympiastadion) \| \| Ergebnis: 2:0 (1:0) \| \| Zuschauer: 63.000 \| \| Schiedsrichter: Luis Paulino Siles ( Costa Rica) \|                                                | \| 12. Dezember 1982 in Tokio (Olympiastadion) \| \| Ergebnis: 2:0 (1:0) \| \| Zuschauer: 63.000 \| \| Schiedsrichter: Luis Paulino Siles ( Costa Rica) \|                        | Aston Villa |
| Peñarol Montevideo                               | Gustavo Fernández – Walter Olivera, Nelson Gutiérrez, Víctor Diogo, Miguel Bossio – Juan Vicente Morales, Venancio Ramos, Mario Saralegui – Fernando Morena, Jair, Walkir Silva Cheftrainer: Hugo Bagnulo | Jimmy Rimmer – Mark Jones, Gary Williams, Allan Evans, Ken McNaught – Dennis Mortimer , Des Bremner, Gordon Cowans – Gary Shaw, Peter Withe, Tony Morley Cheftrainer: Tony Barton | Aston Villa |
| Peñarol Montevideo                               | 1:0 Jair (27.) 2:0 Walkir Silva (67.) | | Aston Villa |
| 12. Dezember 1982 in Tokio (Olympiastadion)      | | |             |
| Ergebnis: 2:0 (1:0)                              | | |             |
| Zuschauer: 63.000                                | | |             |
| Schiedsrichter: Luis Paulino Siles ( Costa Rica) | | |             |

## 1983
Die 22. Ausspielung des Wettbewerbs fand im Dezember 1983 wie seit 1980 in nur einem Spiel in Tokio unter dem Sponsorennamen „Toyota-Cup“ zwischen dem Sieger des Europapokals der Landesmeister 1982/83 dem Hamburger SV und dem Sieger der Copa Libertadores 1983 Grêmio Porto Alegre statt.

### Spieldetails
| Grêmio Porto Alegre                          | Grêmio Porto Alegre | Hamburger SV | Hamburger SV | Aufstellung                                        |
| -------------------------------------------- | --- | --- | ------------ | -------------------------------------------------- |
| Grêmio Porto Alegre                          | \| 11. Dezember 1983 in Tokio (Olympiastadion) \| \| Ergebnis: 2:1 n. V. (1:1, 1:0) \| \| Zuschauer: 62.000 \| \| Schiedsrichter: Michel Vautrot ( Frankreich) \|                                      | \| 11. Dezember 1983 in Tokio (Olympiastadion) \| \| Ergebnis: 2:1 n. V. (1:1, 1:0) \| \| Zuschauer: 62.000 \| \| Schiedsrichter: Michel Vautrot ( Frankreich) \|                                                | Hamburger SV | Aufstellung Grêmio Porto Alegre gegen Hamburger SV |
| Grêmio Porto Alegre                          | Mazarópi – Paulo Roberto, Baidek, Hugo de León, Paulo César Magalhães – China, Osvaldo (79. Paulo Bonamingo), Mário Sérgio – Renato, Tarciso, Paulo César Lima (61. Caio) Cheftrainer: Valdir Espinosa | Uli Stein – Bernd Wehmeyer, Ditmar Jakobs, Holger Hieronymus – Michael Schröder, Jürgen Groh, Wolfgang Rolff, Jimmy Hartwig, Felix Magath – Wolfram Wuttke, Allan Hansen Cheftrainer: Ernst Happel ( Österreich) | Hamburger SV | Aufstellung Grêmio Porto Alegre gegen Hamburger SV |
| Grêmio Porto Alegre                          | 1:0 Renato (37.) 2:1 Renato (93.) | 1:1 Michael Schröder (85.) | Hamburger SV | Aufstellung Grêmio Porto Alegre gegen Hamburger SV |
| Grêmio Porto Alegre                          | Mazarópi, Hugo de León, Renato, Caio | Uli Stein | Hamburger SV | Aufstellung Grêmio Porto Alegre gegen Hamburger SV |
| 11. Dezember 1983 in Tokio (Olympiastadion)  | | |              |                                                    |
| Ergebnis: 2:1 n. V. (1:1, 1:0)               | | |              |                                                    |
| Zuschauer: 62.000                            | | |              |                                                    |
| Schiedsrichter: Michel Vautrot ( Frankreich) | | |              |                                                    |

## 1984
Die 23. Ausspielung des Wettbewerbs fand im Dezember 1984 wie seit 1980 in nur einem Spiel in Tokio unter dem Sponsorennamen „Toyota-Cup“ zwischen dem Sieger des Europapokals der Landesmeister 1983/84 FC Liverpool und dem Sieger der Copa Libertadores 1984 Independiente Avellaneda statt. Damit ging der Titel zum siebten Mal in Folge seit 1977 nach Südamerika.

### Spieldetails
| CA Independiente                                  | CA Independiente | FC Liverpool | FC Liverpool |
| ------------------------------------------------- | --- | --- | ------------ |
| CA Independiente                                  | \| 9. Dezember 1984 in Tokio (Olympiastadion) \| \| Ergebnis: 1:0 (1:0) \| \| Zuschauer: 62.000 \| \| Schiedsrichter: Romualdo Arppi Filho ( Brasilien) \|                                                                                       | \| 9. Dezember 1984 in Tokio (Olympiastadion) \| \| Ergebnis: 1:0 (1:0) \| \| Zuschauer: 62.000 \| \| Schiedsrichter: Romualdo Arppi Filho ( Brasilien) \|                                        | FC Liverpool |
| CA Independiente                                  | Carlos Goyén – Néstor Clausen, Hugo Villaverde (74. Pedro Monzón), Enzo Trossero, Carlos Enrique – Ricardo Giusti, Claudio Marangoni, Ricardo Bochini, Jorge Burruchaga – José Alberto Percudani, Alejandro Barberón Cheftrainer: José Pastoriza | Bruce Grobbelaar – Phil Neal, Steve Nicol, Alan Kennedy, Alan Hansen – Gary Gillespie, John Wark (76. Ronnie Whelan), Jan Mølby, Craig Johnston – Kenny Dalglish, Ian Rush Cheftrainer: Joe Fagan | FC Liverpool |
| CA Independiente                                  | 1:0 José Percudani (6.) | | FC Liverpool |
| 9. Dezember 1984 in Tokio (Olympiastadion)        | | |              |
| Ergebnis: 1:0 (1:0)                               | | |              |
| Zuschauer: 62.000                                 | | |              |
| Schiedsrichter: Romualdo Arppi Filho ( Brasilien) | | |              |

## 1985
Die 24. Ausspielung des Wettbewerbs fand im Dezember 1985 wie seit 1980 in nur einem Spiel in Tokio unter dem Sponsorennamen „Toyota-Cup“ zwischen dem Sieger des Europapokals der Landesmeister 1984/85 Juventus Turin und dem Sieger der Copa Libertadores 1985 den Argentinos Juniors aus Buenos Aires statt. Nach neun Jahren konnte mit Juventus wieder ein europäischer Vertreter den Titel gewinnen. Es war das erste Weltpokal-Finale das erst im Elfmeterschießen entschieden wurde.

### Spieldetails
| Juventus Turin                                | Juventus Turin | Argentinos Juniors | Argentinos Juniors |
| --------------------------------------------- | --- | --- | ------------------ |
| Juventus Turin                                | \| 8. Dezember 1985 in Tokio (Olympiastadion) \| \| Ergebnis: 2:2 n. V. (2:2, 0:0), 4:2 i. E. \| \| Zuschauer: 62.000 \| \| Schiedsrichter: Volker Roth ( BR Deutschland) \|                                                                                    | \| 8. Dezember 1985 in Tokio (Olympiastadion) \| \| Ergebnis: 2:2 n. V. (2:2, 0:0), 4:2 i. E. \| \| Zuschauer: 62.000 \| \| Schiedsrichter: Volker Roth ( BR Deutschland) \|                                                                                | Argentinos Juniors |
| Juventus Turin                                | Stefano Tacconi – Luciano Favero, Antonio Cabrini, Sergio Brio, Gaetano Scirea (66. Stefano Pioli) – Massimo Bonini, Massimo Mauro (78. Massimo Briaschi), Lionello Manfredonia, Michel Platini – Aldo Serena, Michael Laudrup Cheftrainer: Giovanni Trapattoni | Enrique Vidallé – José Luis Pavoni, Adrián Domenech, Carmelo Villalba – Sergio Batista, Jorge Olguín, Mario Videla, Emilio Commisso (86. Renato Corsi) – José Antonio Castro, Claudio Borghi, Carlos Ereros (117. Juan José López) Cheftrainer: José Yudica | Argentinos Juniors |
| Juventus Turin                                | 1:1 Michel Platini (63.) 2:2 Michael Laudrup (82.) | 0:1 Carlos Ereros (55.) 1:2 José Antonio Castro (74.) | Argentinos Juniors |
| Juventus Turin                                | Elfmeterschießen | | Argentinos Juniors |
| Juventus Turin                                | 1:0 Sergio Brio 2:1 Antonio Cabrini 3:1 Aldo Serena Michael Laudrup 4:2 Michel Platini | 1:1 Jorge Olguín Sergio Daniel Batista 3:2 Juan José López José Luis Pavoni | Argentinos Juniors |
| Juventus Turin                                | Massimo Mauro, Michel Platini | Mario Videla, Claudio Borghi, Renato Corsi | Argentinos Juniors |
| 8. Dezember 1985 in Tokio (Olympiastadion)    | | |                    |
| Ergebnis: 2:2 n. V. (2:2, 0:0), 4:2 i. E.     | | |                    |
| Zuschauer: 62.000                             | | |                    |
| Schiedsrichter: Volker Roth ( BR Deutschland) | | |                    |

## 1986
Die 25. Ausspielung des Wettbewerbs fand im Dezember 1986 wie seit 1980 in nur einem Spiel in Tokio unter dem Sponsorennamen „Toyota-Cup“ zwischen dem Sieger des Europapokals der Landesmeister 1985/86 Steaua Bukarest und dem Sieger der Copa Libertadores 1986 River Plate Buenos Aires statt.

### Spieldetails
| River Plate                                         | River Plate | Steaua Bukarest | Steaua Bukarest |
| --------------------------------------------------- | --- | --- | --------------- |
| River Plate                                         | \| 14. Dezember 1986 in Tokio (Olympiastadion) \| \| Ergebnis: 1:0 (1:0) \| \| Zuschauer: 62.000 \| \| Schiedsrichter: José Luis Martínez Bazán ( Uruguay) \|                                                                          | \| 14. Dezember 1986 in Tokio (Olympiastadion) \| \| Ergebnis: 1:0 (1:0) \| \| Zuschauer: 62.000 \| \| Schiedsrichter: José Luis Martínez Bazán ( Uruguay) \|                                                                                   | Steaua Bukarest |
| River Plate                                         | Nery Pumpido – Jorge Gordillo, Nelson Gutiérrez, Oscar Ruggeri – Alejandro Montenegro, Héctor Enrique, Américo Gallego, Norberto Alonso, Roque Alfaro (68. Daniel Sperandío) – Antonio Alzamendi, Juan Funes Cheftrainer: Héctor Veira | Dumitru Stângaciu – Ștefan Iovan , Miodrag Belodedici, Adrian Bumbescu, Anton Weissenbacher – Ilie Bărbulescu (60. Mihail Majearu), Tudorel Stoica, Lucian Bălan, Gavril Balint – Marius Lăcătuș, Victor Pițurcă Cheftrainer: Anghel Iordănescu | Steaua Bukarest |
| River Plate                                         | 1:0 Antonio Alzamendi (28.) | | Steaua Bukarest |
| 14. Dezember 1986 in Tokio (Olympiastadion)         | | |                 |
| Ergebnis: 1:0 (1:0)                                 | | |                 |
| Zuschauer: 62.000                                   | | |                 |
| Schiedsrichter: José Luis Martínez Bazán ( Uruguay) | | |                 |

## 1987
Die 26. Ausspielung des Wettbewerbs fand im Dezember 1987 wie seit 1980 in nur einem Spiel in Tokio unter dem Sponsorennamen „Toyota-Cup“ zwischen dem Sieger des Europapokals der Landesmeister 1986/87, dem FC Porto, und dem Sieger der Copa Libertadores 1987, Peñarol Montevideo, statt.

### Spieldetails
| FC Porto                                    | FC Porto | Peñarol Montevideo | Peñarol Montevideo |
| ------------------------------------------- | --- | --- | ------------------ |
| FC Porto                                    | \| 13. Dezember 1987 in Tokio (Olympiastadion) \| \| Ergebnis: 2:1 n. V. (1:1, 1:0) \| \| Zuschauer: 45.000 \| \| Schiedsrichter: Franz Wöhrer ( Österreich) \|                                                        | \| 13. Dezember 1987 in Tokio (Olympiastadion) \| \| Ergebnis: 2:1 n. V. (1:1, 1:0) \| \| Zuschauer: 45.000 \| \| Schiedsrichter: Franz Wöhrer ( Österreich) \|                                                                                       | Peñarol Montevideo |
| FC Porto                                    | Józef Młynarczyk – João Pinto , Augusto Inácio, Geraldão, Lima Pereira – Rui Barros (61. Quim), Rabah Madjer, António Sousa, Jaime Magalhães – Fernando Gomes, António André Cheftrainer: Tomislav Ivić ( Jugoslawien) | Eduardo Pereira – José Herrera (95. Jorge Gonçálvez), Marcelo Rotti, Obdulio Trasante, Alfonso Domínguez – José Perdomo, Milton Viera, Eduardo da Silva, Daniel Vidal – Diego Aguirre, Jorge Cabrera (46. Gustavo Matosas) Cheftrainer: Óscar Tabárez | Peñarol Montevideo |
| FC Porto                                    | 1:0 Fernando Gomes (41.) 2:1 Rabah Madjer (108.) | 1:1 Viera (80.) | Peñarol Montevideo |
| 13. Dezember 1987 in Tokio (Olympiastadion) | | |                    |
| Ergebnis: 2:1 n. V. (1:1, 1:0)              | | |                    |
| Zuschauer: 45.000                           | | |                    |
| Schiedsrichter: Franz Wöhrer ( Österreich)  | | |                    |

## 1988
Die 27. Ausspielung des Wettbewerbs fand im Dezember 1988 wie seit 1980 in nur einem Spiel in Tokio unter dem Sponsorennamen „Toyota-Cup“ zwischen dem Sieger des Europapokals der Landesmeister 1987/88 PSV Eindhoven und dem Sieger der Copa Libertadores 1988 Nacional Montevideo statt.

### Spieldetails
| Nacional Montevideo                             | Nacional Montevideo | PSV Eindhoven | PSV Eindhoven |
| ----------------------------------------------- | --- | --- | ------------- |
| Nacional Montevideo                             | \| 11. Dezember 1988 in Tokio (Olympiastadion) \| \| Ergebnis: 2:2 n. V. (1:1, 1:0), 7:6 i. E. \| \| Zuschauer: 63.000 \| \| Schiedsrichter: Jesús Díaz Palacio ( Kolumbien) \|                                                                                           | \| 11. Dezember 1988 in Tokio (Olympiastadion) \| \| Ergebnis: 2:2 n. V. (1:1, 1:0), 7:6 i. E. \| \| Zuschauer: 63.000 \| \| Schiedsrichter: Jesús Díaz Palacio ( Kolumbien) \|                                                | PSV Eindhoven |
| Nacional Montevideo                             | Jorge Seré – Tony Gómez, Hugo de León , Daniel Felipe Revelez, José Pintos Saldanha – Santiago Ostolaza, Yubert Lemos, Jorge Daniel Cardaccio (115. Daniel Carreño), Ernesto Vargas (71. Héctor Morán) – Juan Carlos de Lima, William Castro Cheftrainer: Roberto Fleitas | Hans van Breukelen – Eric Gerets , Ronald Koeman, Adick Koot, Jan Heintze (80. Stan Valckx) – Berry van Aerle, Søren Lerby, Gerald Vanenburg (69. Hans Gillhaus) – Wim Kieft, Romário, Juul Ellerman Cheftrainer: Guus Hiddink | PSV Eindhoven |
| Nacional Montevideo                             | 1:0 Santiago Ostolaza (7.) 2:2 Santiago Ostolaza (120.) | 1:1 Romário (75.) 1:2 Ronald Koeman (112., Elfm.) | PSV Eindhoven |
| Nacional Montevideo                             | Elfmeterschießen | | PSV Eindhoven |
| Nacional Montevideo                             | 1:1 Yubert Lemos Daniel Carreño Héctor Morán 2:3 William Castro 3:3 Hugo de León 4:4 Juan Carlos de Lima 5:5 Felipe Revelez José Luis Pintos Saldanha 6:6 Santiago Ostolaza 7:6 Tony Gómez                                                                                | 0:1 Ronald Koeman Wim Kieft 1:2 Hans Gillhaus 1:3 Romário Søren Lerby 3:4 Juul Ellerman 4:5 Stan Valckx Eric Gerets 5:6 Adick Koot Berry van Aerle                                                                             | PSV Eindhoven |
| Nacional Montevideo                             | José Luis Pintos Saldanha, Héctor Morán, William Castro, Daniel Felipe Revelez | Søren Lerby, Juul Ellerman, Ronald Koeman | PSV Eindhoven |
| 11. Dezember 1988 in Tokio (Olympiastadion)     | | |               |
| Ergebnis: 2:2 n. V. (1:1, 1:0), 7:6 i. E.       | | |               |
| Zuschauer: 63.000                               | | |               |
| Schiedsrichter: Jesús Díaz Palacio ( Kolumbien) | | |               |

## 1989
Die 28. Ausspielung des Wettbewerbs fand im Dezember 1989 wie seit 1980 in nur einem Spiel in Tokio unter dem Sponsorennamen „Toyota-Cup“ zwischen dem Sieger des Europapokals der Landesmeister 1988/89 AC Mailand und dem Sieger der Copa Libertadores 1989 Atlético Nacional aus Medellín statt.

### Spieldetails
| AC Mailand                                   | AC Mailand | Atlético Nacional | Atlético Nacional |
| -------------------------------------------- | --- | --- | ----------------- |
| AC Mailand                                   | \| 17. Dezember 1989 in Tokio (Olympiastadion) \| \| Ergebnis: 1:0 n. V. \| \| Zuschauer: 60.300 \| \| Schiedsrichter: Erik Fredriksson ( Schweden) \| | \| 17. Dezember 1989 in Tokio (Olympiastadion) \| \| Ergebnis: 1:0 n. V. \| \| Zuschauer: 60.300 \| \| Schiedsrichter: Erik Fredriksson ( Schweden) \| | Atlético Nacional |
| AC Mailand                                   | Giovanni Galli – Franco Baresi – Paolo Maldini, Mauro Tassotti, Alessandro Costacurta – Diego Fuser (65. Alberico Evani), Roberto Donadoni, Carlo Ancelotti, Frank Rijkaard – Marco van Basten, Daniele Massaro (70. Marco Simone) Cheftrainer: Arrigo Sacchi | René Higuita – Andrés Escobar, Gabriel Gómez, Geovanis Cassiani, Luís Fernando Herrera – José Ricardo Pérez, Jaime Arango (46. Gustavo Restrepo), Leonel Álvarez, Alexis García – Niver Arboleda (46. Albeiro Usuriaga), John Jairo Tréllez Cheftrainer: Francisco Maturana | Atlético Nacional |
| AC Mailand                                   | 1:0 Alberigo Evani (118.) | | Atlético Nacional |
| 17. Dezember 1989 in Tokio (Olympiastadion)  | | |                   |
| Ergebnis: 1:0 n. V.                          | | |                   |
| Zuschauer: 60.300                            | | |                   |
| Schiedsrichter: Erik Fredriksson ( Schweden) | | |                   |

## 1990
Die 29. Ausspielung des Wettbewerbs fand im Dezember 1990 wie seit 1980 in nur einem Spiel in Tokio unter dem Sponsorennamen „Toyota-Cup“ zwischen dem Sieger des Europapokals der Landesmeister 1989/90 AC Mailand und dem Sieger der Copa Libertadores 1990 Olimpia Asunción statt. „Milan“ konnte in diesem Jahr nicht nur seinen Titel in Europa verteidigen, sondern auch als dritte Mannschaft nach dem FC Santos und Inter Mailand den Weltpokal zweimal in Folge gewinnen.

### Spieldetails
| AC Mailand                                       | AC Mailand | Club Olimpia | Club Olimpia |
| ------------------------------------------------ | --- | --- | ------------ |
| AC Mailand                                       | \| 9. Dezember 1990 in Tokio (Olympiastadion) \| \| Ergebnis: 3:0 (1:0) \| \| Zuschauer: 60.200 \| \| Schiedsrichter: José Roberto Wright ( Brasilien) \| | \| 9. Dezember 1990 in Tokio (Olympiastadion) \| \| Ergebnis: 3:0 (1:0) \| \| Zuschauer: 60.200 \| \| Schiedsrichter: José Roberto Wright ( Brasilien) \| | Club Olimpia |
| AC Mailand                                       | Andrea Pazzagli – Franco Baresi – Paolo Maldini (22. Filippo Galli), Mauro Tassotti, Alessandro Costacurta – Roberto Donadoni (82. Gianluca Gaudenzi), Frank Rijkaard, Angelo Carbone, Giovanni Stroppa – Marco van Basten, Ruud Gullit Cheftrainer: Arrigo Sacchi | Ever Hugo Almeida – Virginio Cáceres, Remigio Fernández, Mario César Ramírez (48. Herib Chamas), Silvio Suárez – Fermín Balbuena, Adolfo Jara Heyn (48. Cristobal Cubilla), Jorge Guasch , Luis Alberto Monzón – Adriano Samaniego, Raúl Vicente Amarilla Cheftrainer: Luis Cubilla ( Uruguay) | Club Olimpia |
| AC Mailand                                       | 1:0 Frank Rijkaard (43.) 2:0 Giovanni Stroppa (62.) 3:0 Frank Rijkaard (65.) | | Club Olimpia |
| 9. Dezember 1990 in Tokio (Olympiastadion)       | | |              |
| Ergebnis: 3:0 (1:0)                              | | |              |
| Zuschauer: 60.200                                | | |              |
| Schiedsrichter: José Roberto Wright ( Brasilien) | | |              |

## 1991
Die 30. Ausspielung des Wettbewerbs fand im Dezember 1991 wie seit 1980 in nur einem Spiel in Tokio unter dem Sponsorennamen „Toyota-Cup“ zwischen dem Sieger des Europapokals der Landesmeister 1990/91 Roter Stern Belgrad und dem Sieger der Copa Libertadores 1991 Colo Colo Santiago de Chile statt.

## 1992
Die 31. Ausspielung des Wettbewerbs fand im Dezember 1992 wie seit 1980 in nur einem Spiel in Tokio unter dem Sponsorennamen „Toyota-Cup“ zwischen dem Sieger des Europapokals der Landesmeister 1991/92 FC Barcelona und dem Sieger der Copa Libertadores 1992 dem FC São Paulo statt.

### Spieldetails
| FC São Paulo                                       | FC São Paulo | FC Barcelona | FC Barcelona | Aufstellung                                 |
| -------------------------------------------------- | --- | --- | ------------ | ------------------------------------------- |
| FC São Paulo                                       | \| 13. Dezember 1992 in Tokio (Olympiastadion) \| \| Ergebnis: 2:1 (1:1) \| \| Zuschauer: 60.000 \| \| Schiedsrichter: Juan Carlos Loustau ( Argentinien) \| | \| 13. Dezember 1992 in Tokio (Olympiastadion) \| \| Ergebnis: 2:1 (1:1) \| \| Zuschauer: 60.000 \| \| Schiedsrichter: Juan Carlos Loustau ( Argentinien) \| | FC Barcelona | Aufstellung FC São Paulo gegen FC Barcelona |
| FC São Paulo                                       | Zetti – Cafu, Vítor, Ronaldão, Ronaldo Luís – Adílson, Pintado, Toninho Cerezo (83. Dinho), Raí – Palhinha, Müller Cheftrainer: Telê Santana                 | Andoni Zubizarreta – Albert Ferrer, Ronald Koeman, Eusebio Sacristán – José Mari Bakero (51. Jon Andoni Goikoetxea), Pep Guardiola, Guillermo Amor, Txiki Begiristain (79. Miguel Ángel Nadal), Richard Witschge – Christo Stoitschkow, Michael Laudrup Cheftrainer: Johan Cruyff ( Niederlande) | FC Barcelona | Aufstellung FC São Paulo gegen FC Barcelona |
| FC São Paulo                                       | 1:1 Raí (26.) 2:1 Raí (79.) | 0:1 Christo Stoitschkow (13.) | FC Barcelona | Aufstellung FC São Paulo gegen FC Barcelona |
| FC São Paulo                                       | Ronaldão, Toninho Cerezo | Txiki Begiristain, Albert Ferrer, Jon Andoni Goikoetxea | FC Barcelona | Aufstellung FC São Paulo gegen FC Barcelona |
| 13. Dezember 1992 in Tokio (Olympiastadion)        | | |              |                                             |
| Ergebnis: 2:1 (1:1)                                | | |              |                                             |
| Zuschauer: 60.000                                  | | |              |                                             |
| Schiedsrichter: Juan Carlos Loustau ( Argentinien) | | |              |                                             |

## 1993
Die 32. Ausspielung des Wettbewerbs fand im Dezember 1993 wie seit 1980 in nur einem Spiel in Tokio unter dem Sponsorennamen „Toyota-Cup“ zwischen dem Finalist der UEFA Champions League 1992/93 AC Mailand und dem Sieger der Copa Libertadores 1993 dem FC São Paulo statt. „Milan“ trat an, da Olympique Marseille aufgrund eines Bestechungsskandals gesperrt war. São Paulo konnte nicht nur seinen Titel in Südamerika verteidigen, sondern war nach dem FC Santos, Inter Mailand und dem AC Mailand auch der vierte Klub, der zum zweiten Mal in Folge den Weltpokal gewann.

### Spieldetails
| FC São Paulo                                | FC São Paulo | AC Mailand | AC Mailand |
| ------------------------------------------- | --- | --- | ---------- |
| FC São Paulo                                | \| 12. Dezember 1993 in Tokio (Olympiastadion) \| \| Ergebnis: 3:2 (1:0) \| \| Zuschauer: 52.275 \| \| Schiedsrichter: Joël Quiniou ( Frankreich) \| | \| 12. Dezember 1993 in Tokio (Olympiastadion) \| \| Ergebnis: 3:2 (1:0) \| \| Zuschauer: 52.275 \| \| Schiedsrichter: Joël Quiniou ( Frankreich) \| | AC Mailand |
| FC São Paulo                                | Zetti – Cafu, Ronaldão, Válber, André – Dinho, Doriva, Toninho Cerezo, Leonardo – Palhinha (64. Juninho), Müller Cheftrainer: Telê Santana           | Sebastiano Rossi – Christian Panucci, Franco Baresi , Alessandro Costacurta, Paolo Maldini – Marcel Desailly, Demetrio Albertini (80. Alessandro Orlando), Roberto Donadoni, Daniele Massaro – Jean-Pierre Papin, Florin Răducioiu (80. Mauro Tassotti) Cheftrainer: Fabio Capello | AC Mailand |
| FC São Paulo                                | 1:0 Palhinha (19.) 2:1 Cerezo (59.) 3:2 Muller (87.)                                                                                                 | 1:1 Daniele Massaro (48.) 2:2 Jean-Pierre Papin (81.) | AC Mailand |
| FC São Paulo                                | Ronaldão, Cerezo | Jean-Pierre Papin | AC Mailand |
| 12. Dezember 1993 in Tokio (Olympiastadion) | | |            |
| Ergebnis: 3:2 (1:0)                         | | |            |
| Zuschauer: 52.275                           | | |            |
| Schiedsrichter: Joël Quiniou ( Frankreich)  | | |            |

## 1994
Die 33. Ausspielung des Wettbewerbs fand im Dezember 1994 wie seit 1980 in nur einem Spiel in Tokio unter dem Sponsorennamen „Toyota-Cup“ zwischen dem Sieger der UEFA Champions League 1993/94 AC Mailand und dem Sieger der Copa Libertadores 1994 Vélez Sársfield aus Buenos Aires statt.

### Spieldetails
| CA Vélez Sarsfield                              | CA Vélez Sarsfield | AC Mailand | AC Mailand |
| ----------------------------------------------- | --- | --- | ---------- |
| CA Vélez Sarsfield                              | \| 11. Dezember 1994 in Tokio (Olympiastadion) \| \| Ergebnis: 2:0 (0:0) \| \| Zuschauer: 47.886 \| \| Schiedsrichter: José Torres Cadena ( Kolumbien) \|                                                      | \| 11. Dezember 1994 in Tokio (Olympiastadion) \| \| Ergebnis: 2:0 (0:0) \| \| Zuschauer: 47.886 \| \| Schiedsrichter: José Torres Cadena ( Kolumbien) \| | AC Mailand |
| CA Vélez Sarsfield                              | José Luis Chilavert – Héctor Almandoz, Roberto Trotta , Víctor Sotomayor, Raúl Cardozo – José Basualdo, Marcelo Gómez, Christian Bassedas, Roberto Pompei – Turu Flores, Omar Asad Cheftrainer: Carlos Bianchi | Sebastiano Rossi – Mauro Tassotti, Franco Baresi , Alessandro Costacurta, Paolo Maldini – Marcel Desailly, Demetrio Albertini, Roberto Donadoni, Zvonimir Boban – Dejan Savićević (60. Marco Simone), Daniele Massaro (86. Christian Panucci) Cheftrainer: Fabio Capello | AC Mailand |
| CA Vélez Sarsfield                              | 1:0 Roberto Trotta (50. Elfm.) 2:0 Omar Asad (57.) | | AC Mailand |
| CA Vélez Sarsfield                              | Héctor Almandoz, Roberto Trotta, Marcelo Gómez, Omar Asad | Dejan Savićević, Demetrio Albertini, Sebastiano Rossi, Marco Simone | AC Mailand |
| CA Vélez Sarsfield                              | Alessandro Costacurta (85.) | | AC Mailand |
| 11. Dezember 1994 in Tokio (Olympiastadion)     | | |            |
| Ergebnis: 2:0 (0:0)                             | | |            |
| Zuschauer: 47.886                               | | |            |
| Schiedsrichter: José Torres Cadena ( Kolumbien) | | |            |

## 1995
Die 34. Ausspielung des Wettbewerbs fand im November 1995 wie seit 1980 in nur einem Spiel in Tokio unter dem Sponsorennamen „Toyota-Cup“ zwischen dem Sieger der UEFA Champions League 1994/95 Ajax Amsterdam und dem Sieger der Copa Libertadores 1995 Grêmio Porto Alegre statt.

### Spieldetails
| Ajax Amsterdam                              | Ajax Amsterdam | Grêmio FBPA | Grêmio FBPA | Aufstellung                                  |
| ------------------------------------------- | --- | --- | ----------- | -------------------------------------------- |
| Ajax Amsterdam                              | \| 28. November 1995 in Tokio (Olympiastadion) \| \| Ergebnis: 0:0 n. V., 4:3 i. E. \| \| Zuschauer: 47.129 \| \| Schiedsrichter: David Elleray ( England) \|                                                                                         | \| 28. November 1995 in Tokio (Olympiastadion) \| \| Ergebnis: 0:0 n. V., 4:3 i. E. \| \| Zuschauer: 47.129 \| \| Schiedsrichter: David Elleray ( England) \|                                                   | Grêmio FBPA | Aufstellung Ajax Amsterdam gegen Grêmio FBPA |
| Ajax Amsterdam                              | Edwin van der Sar – Michael Reiziger, Danny Blind , Frank de Boer, Winston Bogarde – Ronald de Boer, Finidi George, Edgar Davids – Patrick Kluivert, Jari Litmanen (94. Martijn Reuser), Marc Overmars (67. Nwankwo Kanu) Cheftrainer: Louis van Gaal | Danrlei – Francisco Arce, Catalina Rivarola, Adílson Batista, Roger – Dinho, Goiano, Arílson (61. Luciano), Carlos Miguel (97. Gélson) – Paulo Nunes, Mário Jardel (78. Magno) Cheftrainer: Luiz Felipe Scolari | Grêmio FBPA | Aufstellung Ajax Amsterdam gegen Grêmio FBPA |
| Ajax Amsterdam                              | Elfmeterschießen | | Grêmio FBPA | Aufstellung Ajax Amsterdam gegen Grêmio FBPA |
| Ajax Amsterdam                              | Patrick Kluivert 1:0 Ronald de Boer 2:1 Frank de Boer 3:2 Finidi George 4:3 Danny Blind | Dinho Francisco Arce 1:1 Magno 2:2 Gélson 3:3 Adílson Batista | Grêmio FBPA | Aufstellung Ajax Amsterdam gegen Grêmio FBPA |
| Ajax Amsterdam                              | Edgar Davids, Nwankwo Kanu | Francisco Arce, Goiani, Arílson, Gélson | Grêmio FBPA | Aufstellung Ajax Amsterdam gegen Grêmio FBPA |
| Ajax Amsterdam                              | Catalina Rivarola (57.) | | Grêmio FBPA | Aufstellung Ajax Amsterdam gegen Grêmio FBPA |
| 28. November 1995 in Tokio (Olympiastadion) | | |             |                                              |
| Ergebnis: 0:0 n. V., 4:3 i. E.              | | |             |                                              |
| Zuschauer: 47.129                           | | |             |                                              |
| Schiedsrichter: David Elleray ( England)    | | |             |                                              |

## 1996
Die 35. Ausspielung des Wettbewerbs fand im November 1996 wie seit 1980 in nur einem Spiel in Tokio unter dem Sponsorennamen „Toyota-Cup“ zwischen dem Sieger der UEFA Champions League 1995/96 Juventus Turin und dem Sieger der Copa Libertadores 1996 River Plate Buenos Aires statt.

### Spieldetails
| Juventus Turin                                         | Juventus Turin | River Plate | River Plate | Aufstellung                                  |
| ------------------------------------------------------ | --- | --- | ----------- | -------------------------------------------- |
| Juventus Turin                                         | \| 26. November 1996 in Tokio (Olympiastadion) \| \| Ergebnis: 1:0 (0:0) \| \| Zuschauer: 48.305 \| \| Schiedsrichter: Márcio Rezende de Freitas ( Brasilien) \|                                                                                 | \| 26. November 1996 in Tokio (Olympiastadion) \| \| Ergebnis: 1:0 (0:0) \| \| Zuschauer: 48.305 \| \| Schiedsrichter: Márcio Rezende de Freitas ( Brasilien) \|                                                                                     | River Plate | Aufstellung Juventus Turin gegen River Plate |
| Juventus Turin                                         | Angelo Peruzzi – Moreno Torricelli, Ciro Ferrara, Paolo Montero – Sergio Porrini, Didier Deschamps, Vladimir Jugović, Angelo Di Livio, Zinédine Zidane (78. Alessio Tacchinardi) – Alessandro Del Piero, Alen Bokšić Cheftrainer: Marcello Lippi | Roberto Oscar Bonano – Hernán Díaz, Celso Ayala, Eduardo Berizzo, Juan Pablo Sorín – Roberto Monserrat, Leonardo Astrada, Sergio Berti (62. Leonel Gancedo), Ariel Ortega – Enzo Francescoli, Julio Cruz (72. Marcelo Salas) Cheftrainer: Ramón Díaz | River Plate | Aufstellung Juventus Turin gegen River Plate |
| Juventus Turin                                         | 1:0 Alessandro Del Piero (81.) | | River Plate | Aufstellung Juventus Turin gegen River Plate |
| Juventus Turin                                         | Vladimir Jugović, Paolo Montero, Sergio Porrini, Moreno Torricelli, Zinédine Zidane | Leonardo Astrada | River Plate | Aufstellung Juventus Turin gegen River Plate |
| 26. November 1996 in Tokio (Olympiastadion)            | | |             |                                              |
| Ergebnis: 1:0 (0:0)                                    | | |             |                                              |
| Zuschauer: 48.305                                      | | |             |                                              |
| Schiedsrichter: Márcio Rezende de Freitas ( Brasilien) | | |             |                                              |

## 1997
Die 36. Ausspielung des Wettbewerbs fand im Dezember 1997 wie seit 1980 in nur einem Spiel in Tokio unter dem Sponsorennamen „Toyota-Cup“ zwischen dem Sieger der UEFA Champions League 1996/97 Borussia Dortmund und dem Sieger der Copa Libertadores 1997 Cruzeiro Belo Horizonte statt.

### Spieldetails
| Borussia Dortmund                                   | Borussia Dortmund | Cruzeiro Belo Horizonte | Cruzeiro Belo Horizonte | Aufstellung                                                 |
| --------------------------------------------------- | --- | --- | ----------------------- | ----------------------------------------------------------- |
| Borussia Dortmund                                   | \| 2. Dezember 1997 in Tokio (Olympiastadion) \| \| Ergebnis: 2:0 (1:0) \| \| Zuschauer: 51.514 \| \| Schiedsrichter: José María García-Aranda ( Spanien) \|                                                                                                  | \| 2. Dezember 1997 in Tokio (Olympiastadion) \| \| Ergebnis: 2:0 (1:0) \| \| Zuschauer: 51.514 \| \| Schiedsrichter: José María García-Aranda ( Spanien) \|            | Cruzeiro Belo Horizonte | Aufstellung Borussia Dortmund gegen Cruzeiro Belo Horizonte |
| Borussia Dortmund                                   | Stefan Klos – Wolfgang Feiersinger, Stefan Reuter, Júlio César – Jörg Heinrich, Steffen Freund, Paulo Sousa, Andreas Möller, Michael Zorc (80. Jovan Kirovski) – Heiko Herrlich, Stéphane Chapuisat (75. Harry Decheiver) Cheftrainer: Nevio Scala ( Italien) | Dida – Vítor, João Carlos, Gonçalves, Elivélton – Fábinho, Ricardinho, Clêisson, Roberto Palacios (64. Marcelo Ramos) – Bebeto, Donizete Cheftrainer: Nelsinho Baptista | Cruzeiro Belo Horizonte | Aufstellung Borussia Dortmund gegen Cruzeiro Belo Horizonte |
| Borussia Dortmund                                   | 1:0 Michael Zorc (34.) 2:0 Heiko Herrlich (85.) | | Cruzeiro Belo Horizonte | Aufstellung Borussia Dortmund gegen Cruzeiro Belo Horizonte |
| Borussia Dortmund                                   | Stefan Reuter, Andreas Möller, Heiko Herrlich | | Cruzeiro Belo Horizonte | Aufstellung Borussia Dortmund gegen Cruzeiro Belo Horizonte |
| Borussia Dortmund                                   | Vítor (75.) | | Cruzeiro Belo Horizonte | Aufstellung Borussia Dortmund gegen Cruzeiro Belo Horizonte |
| 2. Dezember 1997 in Tokio (Olympiastadion)          | | |                         |                                                             |
| Ergebnis: 2:0 (1:0)                                 | | |                         |                                                             |
| Zuschauer: 51.514                                   | | |                         |                                                             |
| Schiedsrichter: José María García-Aranda ( Spanien) | | |                         |                                                             |

## 1998
Die 37. Ausspielung des Wettbewerbs fand im Dezember 1998 wie seit 1980 in nur einem Spiel in Tokio unter dem Sponsorennamen „Toyota-Cup“ zwischen dem Sieger der UEFA Champions League 1997/98 Real Madrid und dem Sieger der Copa Libertadores 1998 CR Vasco da Gama aus Rio de Janeiro statt.

### Spieldetails
| Real Madrid                                | Real Madrid | CR Vasco da Gama | CR Vasco da Gama | Aufstellung                                    |
| ------------------------------------------ | --- | --- | ---------------- | ---------------------------------------------- |
| Real Madrid                                | \| 1. Dezember 1998 in Tokio (Olympiastadion) \| \| Ergebnis: 2:1 (1:0) \| \| Zuschauer: 51.514 \| \| Schiedsrichter: Mario Sánchez ( Chile) \| | \| 1. Dezember 1998 in Tokio (Olympiastadion) \| \| Ergebnis: 2:1 (1:0) \| \| Zuschauer: 51.514 \| \| Schiedsrichter: Mario Sánchez ( Chile) \|                                      | CR Vasco da Gama | Aufstellung Real Madrid gegen CR Vasco da Gama |
| Real Madrid                                | Bodo Illgner – Christian Panucci, Manolo Sanchís , Fernando Sanz, Roberto Carlos – Clarence Seedorf, Fernando Redondo, Fernando Hierro, Sávio (89. Davor Šuker) – Raúl, Predrag Mijatović (86. Robert Jarni) Cheftrainer: Guus Hiddink ( Niederlande) | Carlos Germano – Wágner Rogerio (75. Vítor) Odvan, Mauro Galvão , Felipe – Nasa, Luisinho (85. Guilherme), Juninho, Ramon (88. Válber) – Donizete, Luizão Cheftrainer: Antônio Lopes | CR Vasco da Gama | Aufstellung Real Madrid gegen CR Vasco da Gama |
| Real Madrid                                | 1:0 Nasa (25. Eigentor) 2:1 Raúl (83.) | 1:1 Juninho (56.) | CR Vasco da Gama | Aufstellung Real Madrid gegen CR Vasco da Gama |
| Real Madrid                                | Roberto Carlos, Clarence Seedorf, Fernando Sanz | Nasa, Luisinho, Luizão | CR Vasco da Gama | Aufstellung Real Madrid gegen CR Vasco da Gama |
| 1. Dezember 1998 in Tokio (Olympiastadion) | | |                  |                                                |
| Ergebnis: 2:1 (1:0)                        | | |                  |                                                |
| Zuschauer: 51.514                          | | |                  |                                                |
| Schiedsrichter: Mario Sánchez ( Chile)     | | |                  |                                                |

## 1999
Die 38. Ausspielung des Wettbewerbs fand im November 1999 wie seit 1980 in nur einem Spiel in Tokio unter dem Sponsorennamen „Toyota-Cup“ zwischen dem Sieger der UEFA Champions League 1998/99 Manchester United und dem Sieger der Copa Libertadores 1999 Palmeiras São Paulo statt.

### Spieldetails
| Manchester United                           | Manchester United | Palmeiras São Paulo | Palmeiras São Paulo | Aufstellung                                             |
| ------------------------------------------- | --- | --- | ------------------- | ------------------------------------------------------- |
| Manchester United                           | \| 30. November 1999 in Tokio (Olympiastadion) \| \| Ergebnis: 1:0 (1:0) \| \| Zuschauer: 53.372 \| \| Schiedsrichter: Hellmut Krug ( Deutschland) \|                                                                                           | \| 30. November 1999 in Tokio (Olympiastadion) \| \| Ergebnis: 1:0 (1:0) \| \| Zuschauer: 53.372 \| \| Schiedsrichter: Hellmut Krug ( Deutschland) \|                                                     | Palmeiras São Paulo | Aufstellung Manchester United gegen Palmeiras São Paulo |
| Manchester United                           | Mark Bosnich – Gary Neville, Jaap Stam, Mikaël Silvestre, Denis Irwin – David Beckham, Nicky Butt, Roy Keane, Paul Scholes (75. Teddy Sheringham), Ryan Giggs – Ole Gunnar Solskjær (46. Dwight Yorke) Cheftrainer: Alex Ferguson ( Schottland) | Marcos – Francisco Arce, Júnior Baiano, Roque Júnior, Júnior – César Sampaio, Galeano (54. Evair), Alex, Zinho – Faustino Asprilla (56. Oséas), Paulo Nunes (77. Euller) Cheftrainer: Luiz Felipe Scolari | Palmeiras São Paulo | Aufstellung Manchester United gegen Palmeiras São Paulo |
| Manchester United                           | 1:0 Roy Keane (35.) | | Palmeiras São Paulo | Aufstellung Manchester United gegen Palmeiras São Paulo |
| Manchester United                           | Mikaël Silvestre | Alex | Palmeiras São Paulo | Aufstellung Manchester United gegen Palmeiras São Paulo |
| 30. November 1999 in Tokio (Olympiastadion) | | |                     |                                                         |
| Ergebnis: 1:0 (1:0)                         | | |                     |                                                         |
| Zuschauer: 53.372                           | | |                     |                                                         |
| Schiedsrichter: Hellmut Krug ( Deutschland) | | |                     |                                                         |

## 2000
Die 39. Ausspielung des Wettbewerbs fand im November 2000 wie seit 1980 in nur einem Spiel in Tokio unter dem Sponsorennamen „Toyota-Cup“ zwischen dem Sieger der UEFA Champions League 1999/2000 Real Madrid und dem Sieger der Copa Libertadores 2000 CA Boca Juniors aus Buenos Aires statt.

### Spieldetails
| CA Boca Juniors                             | CA Boca Juniors | Real Madrid | Real Madrid | Aufstellung                                   |
| ------------------------------------------- | --- | --- | ----------- | --------------------------------------------- |
| CA Boca Juniors                             | \| 28. November 2000 in Tokio (Olympiastadion) \| \| Ergebnis: 2:1 (1:0) \| \| Zuschauer: 60.000 \| \| Schiedsrichter: Óscar Ruiz ( Kolumbien) \| | \| 28. November 2000 in Tokio (Olympiastadion) \| \| Ergebnis: 2:1 (1:0) \| \| Zuschauer: 60.000 \| \| Schiedsrichter: Óscar Ruiz ( Kolumbien) \|                                                                                        | Real Madrid | Aufstellung CA Boca Juniors gegen Real Madrid |
| CA Boca Juniors                             | Óscar Córdoba – Jorge Bermúdez, Cristian Traverso, Hugo Ibarra, Aníbal Matellán – José Basualdo, Mauricio Serna, Sebastián Battaglia (92. Nicolás Burdisso), Juan Román Riquelme – Martín Palermo, Marcelo Delgado (87. Guillermo Barros Schelotto) Cheftrainer: Carlos Bianchi | Iker Casillas – Geremi, Fernando Hierro, Aitor Karanka, Roberto Carlos – Iván Helguera, Steve McManaman (66. Sávio Bortolini Pimentel), Claude Makélélé (76. Fernando Morientes), Luís Figo, Guti – Raúl Cheftrainer: Vicente del Bosque | Real Madrid | Aufstellung CA Boca Juniors gegen Real Madrid |
| CA Boca Juniors                             | 1:0 Martín Palermo (2.) 2:0 Martín Palermo (5.) | 2:1 Roberto Carlos (11.) | Real Madrid | Aufstellung CA Boca Juniors gegen Real Madrid |
| CA Boca Juniors                             | Hugo Ibarra | Geremi, Iván Helguera | Real Madrid | Aufstellung CA Boca Juniors gegen Real Madrid |
| 28. November 2000 in Tokio (Olympiastadion) | | |             |                                               |
| Ergebnis: 2:1 (1:0)                         | | |             |                                               |
| Zuschauer: 60.000                           | | |             |                                               |
| Schiedsrichter: Óscar Ruiz ( Kolumbien)     | | |             |                                               |

## 2001
Die 40. Ausspielung des Wettbewerbs fand im November 2001 wie seit 1980 in nur einem Spiel in Tokio unter dem Sponsorennamen „Toyota-Cup“ zwischen dem Sieger der UEFA Champions League 2000/01 FC Bayern München und dem Sieger der Copa Libertadores 2001 CA Boca Juniors aus Buenos Aires, der seinen Titel in Südamerika verteidigt hatte, statt.

### Spieldetails
| FC Bayern München                              | FC Bayern München | CA Boca Juniors | CA Boca Juniors | Aufstellung                                         |
| ---------------------------------------------- | --- | --- | --------------- | --------------------------------------------------- |
| FC Bayern München                              | \| 27. November 2001 in Tokio (Olympiastadion) \| \| Ergebnis: 1:0 n. V. \| \| Zuschauer: 51.360 \| \| Schiedsrichter: Kim Milton Nielsen ( Dänemark) \| | \| 27. November 2001 in Tokio (Olympiastadion) \| \| Ergebnis: 1:0 n. V. \| \| Zuschauer: 51.360 \| \| Schiedsrichter: Kim Milton Nielsen ( Dänemark) \| | CA Boca Juniors | Aufstellung FC Bayern München gegen CA Boca Juniors |
| FC Bayern München                              | Oliver Kahn – Willy Sagnol, Samuel Kuffour, Robert Kovač, Bixente Lizarazu – Niko Kovač (76. Carsten Jancker), Thorsten Fink, Owen Hargreaves (76. Ciriaco Sforza) – Paulo Sérgio – Giovane Élber, Claudio Pizarro (119. Pablo Thiam) Cheftrainer: Ottmar Hitzfeld | Óscar Córdoba – Jorge Daniel Martínez (17. José María Calvo, 111. Ariel Carreño), Rolando Schiavi, Nicolás Burdisso, Clemente Rodríguez – Mauricio Serna, Cristian Traverso, Javier Villarreal (99. Gustavo Pinto), Juan Román Riquelme – Guillermo Barros Schelotto, Marcelo Delgado Cheftrainer: Carlos Bianchi | CA Boca Juniors | Aufstellung FC Bayern München gegen CA Boca Juniors |
| FC Bayern München                              | 1:0 Samuel Kuffour (109.) | | CA Boca Juniors | Aufstellung FC Bayern München gegen CA Boca Juniors |
| FC Bayern München                              | Samuel Kuffour, Owen Hargreaves, Giovane Élber | Clemente Rodríguez, Mauricio Serna, Guillermo Barros Schelotto, Rolando Schiavi | CA Boca Juniors | Aufstellung FC Bayern München gegen CA Boca Juniors |
| FC Bayern München                              | Marcelo Delgado (45.) | | CA Boca Juniors | Aufstellung FC Bayern München gegen CA Boca Juniors |
| 27. November 2001 in Tokio (Olympiastadion)    | | |                 |                                                     |
| Ergebnis: 1:0 n. V.                            | | |                 |                                                     |
| Zuschauer: 51.360                              | | |                 |                                                     |
| Schiedsrichter: Kim Milton Nielsen ( Dänemark) | | |                 |                                                     |

## 2002
Die 41. Ausspielung des Wettbewerbs fand im Dezember 2002 wie seit 1980 unter dem Sponsorennamen „Toyota-Cup“ erstmals im Internationalen Stadion von Yokohama zwischen dem Sieger der UEFA Champions League 2001/02 Real Madrid und dem Sieger der Copa Libertadores 2002 Club Olimpia Asunción statt.

### Spieldetails
| Real Madrid                                            | Real Madrid | Club Olimpia | Club Olimpia | Aufstellung                                |
| ------------------------------------------------------ | --- | --- | ------------ | ------------------------------------------ |
| Real Madrid                                            | \| 3. Dezember 2002 in Yokohama (Internationales Stadion) \| \| Ergebnis: 2:0 (1:0) \| \| Zuschauer: 66.070 \| \| Schiedsrichter: Carlos Simon ( Brasilien) \|                                                                                          | \| 3. Dezember 2002 in Yokohama (Internationales Stadion) \| \| Ergebnis: 2:0 (1:0) \| \| Zuschauer: 66.070 \| \| Schiedsrichter: Carlos Simon ( Brasilien) \| | Club Olimpia | Aufstellung Real Madrid gegen Club Olimpia |
| Real Madrid                                            | Iker Casillas – Míchel Salgado, Fernando Hierro , Iván Helguera, Roberto Carlos – Claude Makélélé, Esteban Cambiasso (90. Francisco Pavón), Luís Figo, Zinédine Zidane (86. Santiago Solari) – Raúl, Ronaldo (81. Guti) Cheftrainer: Vicente del Bosque | Ricardo Tavarelli – Néstor Isasi, Nelson Zelaya, Pedro Benítez, Juan Ramón Jara – Julio César Cáceres, Julio César Enciso , Fernando Gastón Córdoba (65. Richart Báez), Sergio Órteman – Hernán Rodrigo López, Miguel Ángel Benítez (81. Mauro Caballero) Cheftrainer: Nery Pumpido ( Argentinien) | Club Olimpia | Aufstellung Real Madrid gegen Club Olimpia |
| Real Madrid                                            | 1:0 Ronaldo (14.) 2:0 Guti (84.) | | Club Olimpia | Aufstellung Real Madrid gegen Club Olimpia |
| Real Madrid                                            | Roberto Carlos | Julio César Cáceres | Club Olimpia | Aufstellung Real Madrid gegen Club Olimpia |
| 3. Dezember 2002 in Yokohama (Internationales Stadion) | | |              |                                            |
| Ergebnis: 2:0 (1:0)                                    | | |              |                                            |
| Zuschauer: 66.070                                      | | |              |                                            |
| Schiedsrichter: Carlos Simon ( Brasilien)              | | |              |                                            |

## 2003
Die 42. Ausspielung des Wettbewerbs fand im Dezember 2003 wie im Vorjahr unter dem Sponsorennamen „Toyota-Cup“ im Internationalen Stadion von Yokohama zwischen dem Sieger der UEFA Champions League 2002/03 AC Mailand und dem Sieger der Copa Libertadores 2003 Boca Juniors aus Buenos Aires statt.

### Spieldetails
| CA Boca Juniors                                         | CA Boca Juniors | AC Mailand | AC Mailand | Aufstellung                                  |
| ------------------------------------------------------- | --- | --- | ---------- | -------------------------------------------- |
| CA Boca Juniors                                         | \| 14. Dezember 2003 in Yokohama (Internationales Stadion) \| \| Ergebnis: 1:1 n. V. (1:1, 1:1), 3:1 i. E. \| \| Zuschauer: 70.000 \| \| Schiedsrichter: Walentin Iwanov ( Russland) \|                                                                        | \| 14. Dezember 2003 in Yokohama (Internationales Stadion) \| \| Ergebnis: 1:1 n. V. (1:1, 1:1), 3:1 i. E. \| \| Zuschauer: 70.000 \| \| Schiedsrichter: Walentin Iwanov ( Russland) \|                                                                            | AC Mailand | Aufstellung CA Boca Juniors gegen AC Mailand |
| CA Boca Juniors                                         | Roberto Abbondanzieri – Luis Amaranto Perea, Nicolás Burdisso, Clemente Rodríguez, Rolando Schiavi – Diego Cagna, Matías Donnet, Raúl Alfredo Cascini, Sebastián Battaglia – Iarley, Guillermo Barros Schelotto (73. Carlos Tévez) Cheftrainer: Carlos Bianchi | Dida – Alessandro Costacurta, Paolo Maldini , Cafu, Giuseppe Pancaro – Gennaro Gattuso (102. Massimo Ambrosini), Andrea Pirlo, Clarence Seedorf, Kaká (77. Rui Costa) – Andrij Schewtschenko, Jon Dahl Tomasson (69. Filippo Inzaghi) Cheftrainer: Carlo Ancelotti | AC Mailand | Aufstellung CA Boca Juniors gegen AC Mailand |
| CA Boca Juniors                                         | 1:1 Matías Donnet (29.) | 0:1 Jon Dahl Tomasson (23.) | AC Mailand | Aufstellung CA Boca Juniors gegen AC Mailand |
| CA Boca Juniors                                         | Elfmeterschießen | | AC Mailand | Aufstellung CA Boca Juniors gegen AC Mailand |
| CA Boca Juniors                                         | 1:0 Rolando Schiavi Sebastián Battaglia 2:1 Matías Donnet 3:1 Raúl Alfredo Cascini | Andrea Pirlo 1:1 Rui Costa Clarence Seedorf Alessandro Costacurta | AC Mailand | Aufstellung CA Boca Juniors gegen AC Mailand |
| CA Boca Juniors                                         | Luis Amaranto Perea | Cafu, Kaká | AC Mailand | Aufstellung CA Boca Juniors gegen AC Mailand |
| 14. Dezember 2003 in Yokohama (Internationales Stadion) | | |            |                                              |
| Ergebnis: 1:1 n. V. (1:1, 1:1), 3:1 i. E.               | | |            |                                              |
| Zuschauer: 70.000                                       | | |            |                                              |
| Schiedsrichter: Walentin Iwanov ( Russland)             | | |            |                                              |

## 2004
Die 43. und letzte Ausspielung des Wettbewerbs fand im Dezember 2004 unter dem Sponsorennamen „Toyota-Cup“ zum dritten Mal im Internationalen Stadion von Yokohama zwischen dem Sieger der UEFA Champions League 2003/04 dem FC Porto und dem Sieger der Copa Libertadores 2004 Once Caldas aus Manizales in Kolumbien statt.

### Spieldetails
| FC Porto                                                | FC Porto | CD Once Caldas | CD Once Caldas | Aufstellung                               |
| ------------------------------------------------------- | --- | --- | -------------- | ----------------------------------------- |
| FC Porto                                                | \| 12. Dezember 2004 in Yokohama (Internationales Stadion) \| \| Ergebnis: 0:0 n. V., 8:7 i. E. \| \| Zuschauer: 60.000 \| \| Schiedsrichter: Jorge Larrionda ( Uruguay) \|                                                                     | \| 12. Dezember 2004 in Yokohama (Internationales Stadion) \| \| Ergebnis: 0:0 n. V., 8:7 i. E. \| \| Zuschauer: 60.000 \| \| Schiedsrichter: Jorge Larrionda ( Uruguay) \|                                                                                       | CD Once Caldas | Aufstellung FC Porto gegen CD Once Caldas |
| FC Porto                                                | Vítor Baía (102. Nuno) – Jorge Costa , Pedro Emanuel, Ricardo Costa, Georgios Seitaridis – Costinha, Maniche, Diego – Derlei (70. Carlos Alberto), Benni McCarthy, Luís Fabiano (78. Ricardo Quaresma) Cheftrainer: Víctor Fernández ( Spanien) | Juan Carlos Henao – Samuel Vanegas, Miguel Rojas, Roger Cambindo (46. Édgar Cataño), Johnny García – Rubén Velásquez, Jhon Viáfara, Diego Arango (61. Jefrey Díaz), Elkin Soto (99. Herly Alcázar) – Jonathan Fabbro, Antonio de Nigris Cheftrainer: Luis Montoya | CD Once Caldas | Aufstellung FC Porto gegen CD Once Caldas |
| FC Porto                                                | Elfmeterschießen | | CD Once Caldas | Aufstellung FC Porto gegen CD Once Caldas |
| FC Porto                                                | 1:1 Diego 2:2 Carlos Alberto 3:3 Ricardo Quaresma Maniche 4:4 Benni McCarthy 5:5 Costinha 6:6 Jorge Costa 7:7 Ricardo Costa 8:7 Pedro Emanuel                                                                                                   | 0:1 Samuel Vanegas 1:2 Herly Alcázar 2:3 Miguel Rojas 3:4 Antonio de Nigris Jonathan Fabbro 4:5 Rubén Velásquez 5:6 Jefrey Díaz 6:7 Édgar Cataño Johnny García | CD Once Caldas | Aufstellung FC Porto gegen CD Once Caldas |
| FC Porto                                                | Jorge Costa, Giourkas Seitaridis | Diego Arango, Jonathan Fabbro, Antonio de Nigris | CD Once Caldas | Aufstellung FC Porto gegen CD Once Caldas |
| FC Porto                                                | Diego | | CD Once Caldas | Aufstellung FC Porto gegen CD Once Caldas |
| 12. Dezember 2004 in Yokohama (Internationales Stadion) | | |                |                                           |
| Ergebnis: 0:0 n. V., 8:7 i. E.                          | | |                |                                           |
| Zuschauer: 60.000                                       | | |                |                                           |
| Schiedsrichter: Jorge Larrionda ( Uruguay)              | | |                |                                           |